# Zelda Fitzgerald
Zelda Fitzgerald amerikai regényíró, festő, drámaíró és társasági hölgy. 1920-ban az alabamai Montgomeryben született, jómódú déli családban, szépségéről és jó kedélyéről vált helyi hírűvé. 1920-ban ment hozzá F. Scott Fitzgerald íróhoz, miután bemutatkozó regénye, a This Side of Paradise (Az Édentől messze) nagy sikert aratott. A regény a fiatal házaspárt a közvélemény figyelmének középpontjába repítette, és a nő az első amerikai flapperként vált ismertté az országos sajtóban. Vad bohóckodásuk és szüntelen bulizásuk miatt őt és férjét a dzsesszkorszak enfants terribles-eként (szörnyű gyermekek) tartották számon az újságok. A feltételezett hűtlenség és a keserű vádaskodások hamarosan aláásták házasságukat. Miután külföldre utazott Európába, Zelda mentális egészsége megromlott, és öngyilkossági és gyilkossági hajlama volt, ami pszichiátriai kezelést igényelt. Orvosai skizofréniát diagnosztizáltak Zeldánál, bár a későbbi posztumusz diagnózisok bipoláris zavart állítottak fel.
Miközben a marylandi Baltimore-ban, a Johns Hopkins Kórházban feküdt, 1932-ben írta meg a Save Me the Waltz című regényt, amely félig önéletrajzi ihletésű beszámoló az amerikai Délen, a Jim Crow-korszakban töltött korai életéről és F. Scott Fitzgeralddal kötött házasságáról. A Scribner's kiadónál való megjelenésekor a regény többnyire negatív kritikákat kapott, és gyenge eladásokat keltett. A Save Me the Waltz kritikai és kereskedelmi kudarca csalódást okozott Zeldának, és arra késztette, hogy drámaíróként és festőként más érdeklődési körei felé törekedjen. 1932 őszén befejezte a Scandalabra című színpadi művét, de a Broadway producerei egyhangúlag elutasították a darab bemutatását. A csüggedt Zelda ezután akvarelleket próbált festeni, de amikor férje 1934-ben kiállításukat rendezte, a kritika ugyanilyen kiábrándítónak bizonyult.
Míg ők ketten külön éltek, Scott 1940 decemberében meghalt elzáródó koszorúér-elmeszesedésben. Férje halála után megpróbálta megírni második regényét, a Caesar's Things-t, de a mentális betegség miatti visszatérő önkéntes intézeti kezelés megszakította az írást, és a művet nem tudta befejezni. Ekkorra már több mint tíz éven át tartó elektrosokk- és inzulinsokk-kezeléseken volt túl, és súlyos emlékezetkiesésben szenvedett. 1948 márciusában az észak-karolinai Asheville-ben található Highland Hospital ötödik emeletén lévő szobájába zárva, nyugtatózva halt meg egy tűzvészben. Holttestét a fogászati leletei és az egyik papucsa alapján azonosították. Az utólagos vizsgálat felvetette annak lehetőségét, hogy a tüzet egy elégedetlen vagy mentálisan zavart kórházi alkalmazott gyújtogatása okozta.
Nancy Milford 1970-es életrajza bekerült a National Book Award döntőjébe. Milford életrajzának sikere után a tudósok új megvilágításba helyezték Zelda művészi teljesítményét. Save Me the Waltz (Mentsd meg nekem a keringőt) című regénye olyan irodalmi tanulmányok középpontjába került, amelyek a mű különböző aspektusait vizsgálják: hogyan áll szemben a regénye Scott Tender Is the Night című regényében a házasságuk ábrázolásával, és hogyan terheli az 1920-as évek fogyasztói kultúrája a modern nőket mentálisan. Ezzel párhuzamosan újból megindult az érdeklődés Zelda alkotásai iránt, és festményeit posztumusz kiállították az Egyesült Államokban és Európában. 1992-ben bekerült az alabamai Női Hírességek Csarnokába.

## Fiatalkora és családi háttere
Az alabamai Montgomeryben született 1900. július 24-én. Zelda Sayre volt a legfiatalabb a hat gyermek közül. Szülei episzkopálisok voltak. Édesanyja, Minerva Buckner „Minnie” Machen egy regény cigány hősnője után nevezte el lányát, feltehetően Jane Howard „Zelda: A Tale of the Massachusetts Colony” (1866) vagy Robert Edward Francillon „Zelda's Fortune” (1874) című regényéről. Zelda elkényeztetett gyermek volt; édesanyja a lánya minden szeszélyét kielégítette, apja, Anthony Dickinson Sayre alabamai politikus azonban szigorú és zárkózott ember volt, akit Zelda „élő erődítményként” jellemzett. Sayre állam törvényhozója volt az újjáépítés utáni korszakban, aki az 1893-as, mérföldkőnek számító Sayre-törvény szerzője volt, amely hetven évre megfosztotta a fekete alabamaiakat a jogaiktól, és bevezette a faji szegregációval járó Jim Crow-korszakot az államban. Későbbi írások alapján tudományos találgatások folynak arról, hogy Anthony Sayre szexuálisan bántalmazta-e Zeldát gyermekkorában, de nincs bizonyíték arra, hogy Zelda vérfertőzés áldozata lett volna.
Zelda születése idején családja egy prominens és befolyásos déli klán volt, akik a polgárháború előtt rabszolgatartók voltak. Nancy Milford életrajzíró szerint „ha volt konföderációs létesítmény a déli mélyben, akkor Zelda Sayre annak szívéből származott.”. Zelda anyai nagyapja Willis Benson Machen konföderációs szenátor volt, majd később az Egyesült Államok szenátora Kentuckyból. Apja nagybátyja John Tyler Morgan volt, a konföderációs tábornok és az alabamai Ku-Klux-Klan második nagysárkánya. A lincselés szókimondó szószólója, aki hat cikluson át volt az Egyesült Államok szenátora, Morgan kulcsszerepet játszott a Jim Crow-korszak megalapozásában az amerikai Délen. Amellett, hogy jelentős befolyást gyakorolt a nemzeti politikában, Zelda tágabb családja birtokolta a Konföderáció Első Fehér Házát. Sally Cline életrajzíró szerint „Zelda lánykorában a néhai Konföderáció szellemei sodródtak az álmos tölgyfákkal szegélyezett utcákon”, és Zelda azt állította, hogy Montgomery konföderációs múltjából merítette erejét.
Montgomeryben töltött tétlen fiatalsága idején Zelda jómódú déli családja fél tucat háztartási alkalmazottat foglalkoztatott, akik közül sok afroamerikai volt. Következésképpen Zelda nem volt hozzászokva a háztartási munkához vagy semmiféle felelősséghez. Gazdag szülők kiváltságos gyermekeként táncolt, balettórákat vett, és élvezte a szabad levegőt. Fiatalkorában a család az észak-karolinai Saludában töltötte a nyarat, egy faluban, amely évtizedekkel később jelenik meg alkotásaiban. 1914-ben Zelda a Sidney Lanier High Schoolba kezdett járni. Ragyogó volt, de nem érdekelték a leckék. A középiskola alatt továbbra is érdeklődött a balett iránt. Emellett gint ivott, cigarettázott, és ideje nagy részét fiúkkal flörtölve töltötte. Az egyik táncelőadásáról szóló újságcikk azt idézte, hogy csak a „fiúk és az úszás” érdekli.
Kialakult benne a figyelem iránti vágy, és aktívan igyekezett semmibe venni a konvenciókat - akár tánccal, akár azzal, hogy szűk, testszínű fürdőruhát viselt, ami táplálta a pletykákat, hogy meztelenül úszik. Apja hírneve mintegy biztonsági háló volt, ami megakadályozta társadalmi tönkremenetelét. Mivel az akkori déli nőktől azt várták, hogy finomak és szelídek legyenek, Zelda bohóckodásai sokkolták a helyi közösséget, és gyermekkori barátjával és jövőbeli hollywoodi sztárjával, Tallulah Bankheaddel együtt a Montgomery-i pletykák főszereplőjévé vált. Éthoszát érettségi fotója alatt így foglalta össze: "Miért kellene az egész élet munkának lennie, amikor mindannyian kölcsönözhetünk? Gondoljunk csak a mára, és ne aggódjunk a holnap miatt." A középiskola elvégzésekor őt választották a "legszebbnek" és a "legvonzóbbnak" a végzős osztályában.

## F. Scott Fitzgerald udvarlása

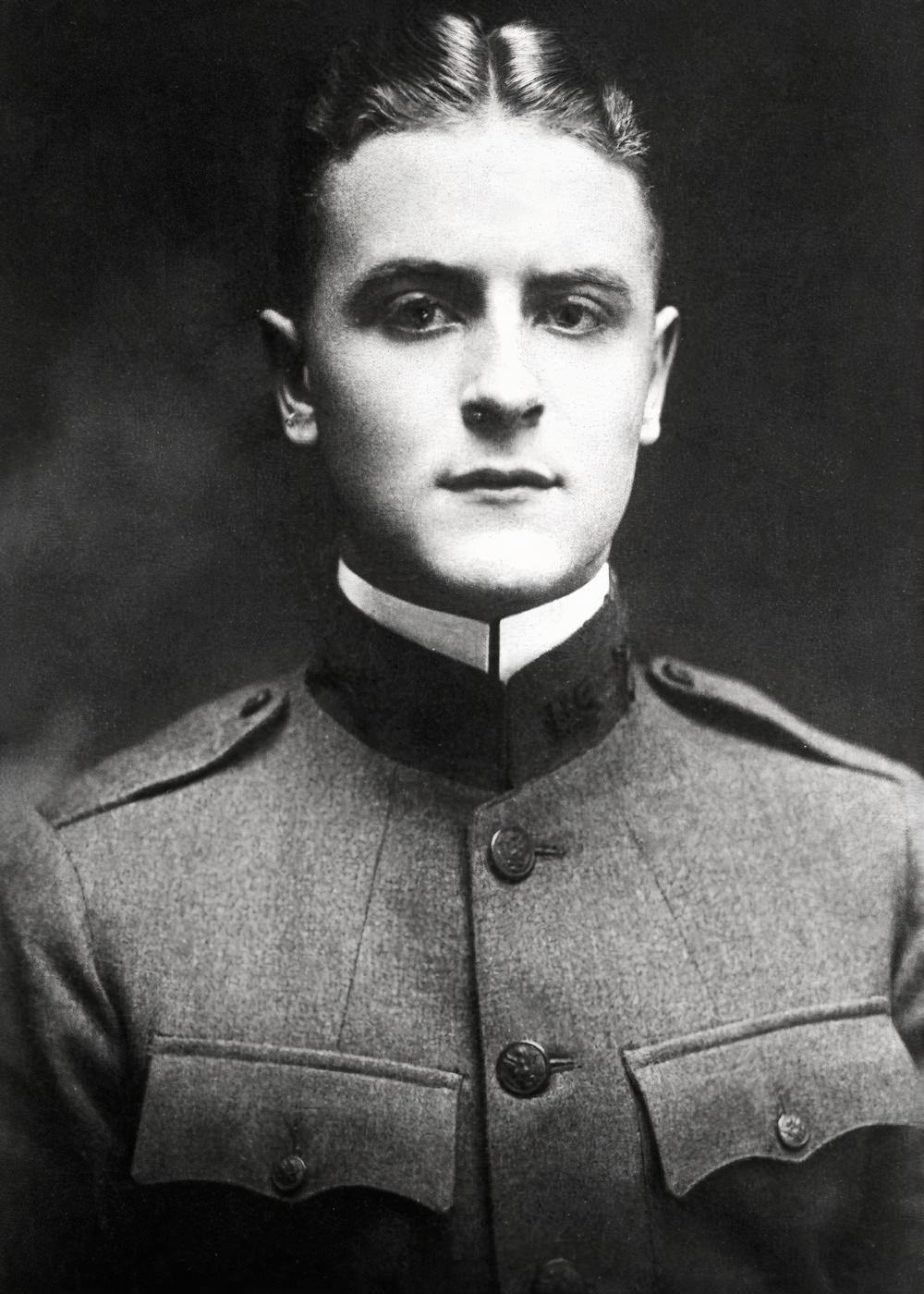
F. Scott Fitzgerald 1917-ben, néhány hónappal azelőtt, hogy találkozott volna Zeldával Montgomeryben.

1918 júliusában Zelda Sayre először találkozott a feltörekvő regényíróval, F. Scott Fitzgeralddal a Montgomery Country Clubban. Akkoriban Fitzgeraldot első szerelme, a chicagói társasági hölgy és örökösnő, Ginevra King éppen visszautasította anyagi kilátások hiánya miatt. Az elutasítás miatt összetört szívvel hagyta ott a Princetoni Egyetemet, és az első világháború közepette önkéntesként jelentkezett az Egyesült Államok hadseregébe. Amíg a nyugati fronton való bevetésre várt, a Montgomery melletti Camp Sheridanban állomásozott.
Miközben Ginevra Kingnek írt, és könyörgött neki, hogy folytassák a kapcsolatukat, a magányos Fitzgerald udvarolni kezdett Zeldának és más fiatal montgomery-i nőknek. Scott naponta hívta Zeldát, és szabad napjain Montgomerybe látogatott. Gyakran beszélt arról a törekvéséről, hogy híres regényíró legyen, és küldött neki egy fejezetet egy éppen írt könyvéből. Akkoriban Zelda elvetette Fitzgerald megjegyzéseit, mint pusztán kérkedést, és arra a következtetésre jutott, hogy soha nem lesz híres író. Scott, aki beleszeretett Zeldába, újrafogalmazta Rosalind Connage karakterét a The Romantic Egotist című, kiadatlan kéziratában, hogy hasonlítson rá, és azt mondta Zeldának, hogy „a hősnő több, mint négy dologban hasonlít rád.”.
Rosalind Connage karakterének megalkotásán kívül Fitzgerald a Zelda leveleiből vett idézetet használta fel az elbeszélő monológjához a The Romantic Egotist című regény végén, amelyet később This Side of Paradise címmel adtak ki. Konkrétan Zelda írt Fitzgeraldnak egy levelet, amelyben az amerikai polgárháborúban elesett konföderációs halottakat méltatta: "A mai napot a temetőben töltöttem... Hát nem furcsa, hogy a konföderációs katonák sorából kettő-három halott szerelmesekre és halott szerelmekre emlékeztet - holott pontosan olyanok, mint a többiek, még a sárgás moháig is". Regényének utolsó oldalain Fitzgerald megváltoztatta Zelda érzelmeit, hogy a konföderációs katonák helyett az uniós katonákra utaljon.
Udvarlásuk első hónapjaiban Zelda és Scott végigsétáltak az oakwoodi konföderációs temetőben. A sírkövek mellett sétálva Fitzgerald állítólag nem mutatott kellő tiszteletet, és Zelda közölte Fitzgeralddal, hogy soha nem fogja megérteni, hogyan érez a konföderációs halottak iránt. Fitzgerald a Konföderációval és a régi Déllel kapcsolatos intenzív érzelmeiből merített 1920-as "The Ice Palace" (A jégpalota) című novellájában, amely egy déli lányról szól, aki egy északi városba látogatva eltéved egy jéglabirintusban.

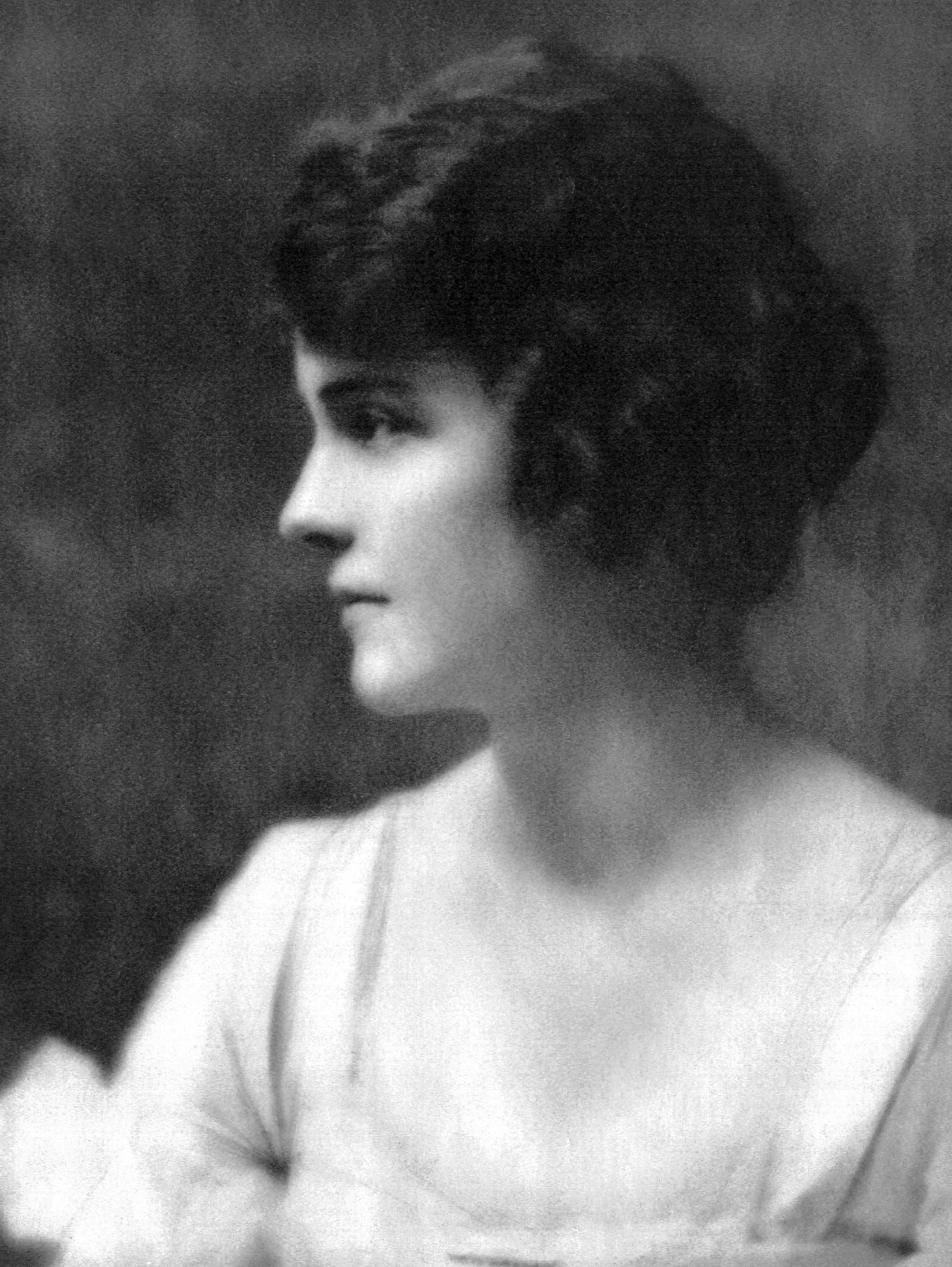
Míg Zelda Sayre-nek udvarolt, F. Scott Fitzgerald továbbra is írt Ginevra Kingnek, és könyörgött, hogy folytassák korábbi kapcsolatukat.

Miközben Zeldával és más nőkkel randevúztak Montgomeryben, Fitzgerald levelet kapott Ginevra Kingtől, amelyben tájékoztatta őt William "Bill" Mitchell pólójátékos eljegyzéséről. Három nappal azután, hogy Ginevra King 1918. szeptember 4-én feleségül vette Bill Mitchellt, Scott kinyilvánította vonzalmát Zelda iránt. A főkönyvében Scott azt írta, hogy 1918. szeptember 7-én szerelmes lett. Zelda iránti szeretete az idő múlásával egyre nőtt, és ezt írta barátjának, Isabelle Amorousnak: "Szeretem őt, és ez mindennek a kezdete és a vége. Még mindig katolikus vagy, de Zelda az egyetlen istenem, amely mára maradt." Végül Zelda is beleszeretett. Életrajzírója, Nancy Milford ezt írta: "Scott valami olyasmire vonzódott a Zeldában, amit előtte senki sem vett észre: az önmegvalósítás romantikus érzése, amely az övével rokon."
Udvarlásuk októberben megszakadt, amikor északra vezényelték. Arra számított, hogy Franciaországba küldik, de ehelyett a Long Island-i Camp Millsbe osztották be. Amíg ott volt, a szövetséges hatalmak fegyverszünetet kötöttek a birodalmi Németországgal. Ezután visszatért a Montgomery melletti bázisra. Zelda és Scott most újra együtt voltak, amit később szexuális meggondolatlanságnak nevezett, és 1918 decemberére be is fejezték kapcsolatukat. Bár ez volt az első alkalom, hogy szexuálisan intim kapcsolatba kerültek, mind Zeldának, mind Scottnak voltak más szexuális partnerei is az első találkozásuk és udvarlásuk előtt. Kezdetben Fitzgeraldnak nem állt szándékában feleségül venni Zeldát, de a pár fokozatosan informálisan eljegyzettnek tekintette magukat, bár Zelda elutasította a házasságot, amíg a férfi nem bizonyult anyagilag sikeresnek.
1919. február 14-én leszerelt a hadseregtől, és északra ment, hogy New Yorkban telepedjen le. Ez idő alatt Zelda tévesen attól tartott, hogy terhes. Scott tablettákat küldött neki, hogy abortuszt idézzen elő, de Zelda nem volt hajlandó bevenni őket, és levélben válaszolt: "Egyszerűen nem tudom és nem is akarom bevenni azokat a szörnyű tablettákat... Inkább egy egész családot szeretnék, minthogy feláldozzam az önbecsülésemet... Rohadt kurvának érezném magam, ha csak egyet is bevennék". Gyakran leveleztek, és 1920 márciusára Scott elküldte Zeldának édesanyja gyűrűjét, és ők ketten eljegyezték egymást. Amikor azonban a következő négy hónapban Scott próbálkozásai, hogy publikáló íróvá váljon, meghiúsultak, Zelda meggyőződött arról, hogy a férfi nem tudja támogatni a megszokott életmódját, és 1919 vörös nyarán felbontotta az eljegyzést. Miután Zelda és Ginevra is visszautasította az elmúlt egy év során anyagi kilátástalansága miatt, Scott erős kétségbeeséstől szenvedett, és naponta hordott magánál egy revolvert, miközben öngyilkosságot fontolgatott.
Nem sokkal ezután, 1919 júliusában Fitzgerald visszatért St. Paulba. Miután kudarccal tért vissza szülővárosába, Fitzgerald társadalmi remete lett, és szülei házának legfelső emeletén lakott, a Summit Avenue 599. szám alatt, a Cathedral Hillen. Elhatározta, hogy tesz egy utolsó kísérletet arra, hogy regényíró legyen, és mindent egy könyv sikerére tesz fel. Az alkoholtól és a partiktól tartózkodva éjjel-nappal dolgozott, hogy átdolgozza a The Romantic Egotist-ot a This Side of Paradise című könyvévé – önéletrajzi beszámolót a princetoni éveiről és a Ginevrával, Zeldával és másokkal folytatott románcairól. Akkoriban Fitzgerald Zelda iránti érzelmei minden idők mélypontján voltak, és megjegyezte egy barátjának: "Nem érdekelne, ha meghalna, de nem bírnám elviselni, hogy valaki más vegye feleségül."

## Házasság és hírnév

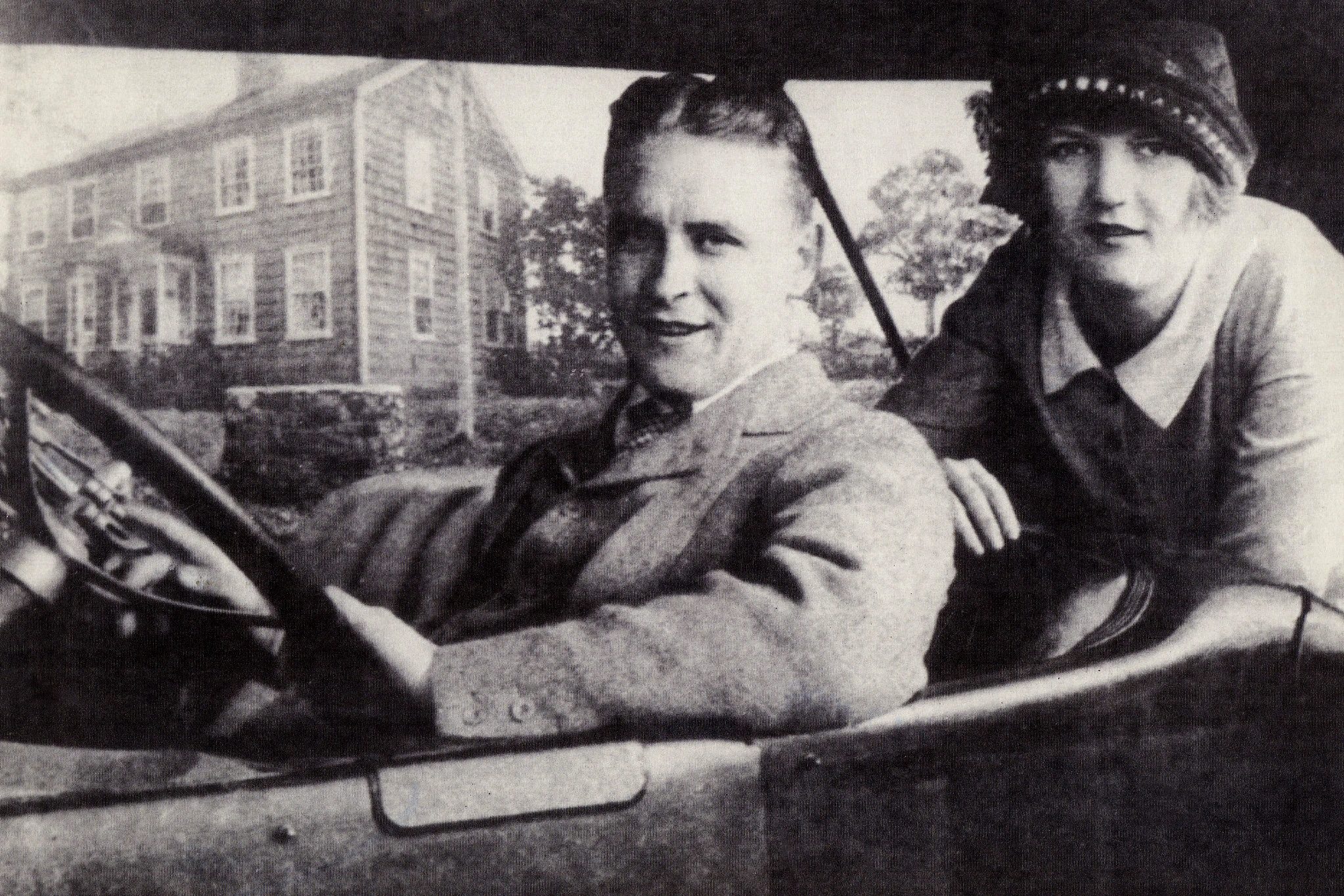
Miután 1920 áprilisában megnősült, Zelda honvágyat érzett a "Mély Dél" iránt. Azon a nyáron Scott-tal együtt útra keltek, hogy meglátogassák a családját az alabamai Montgomeryben.

1919 szeptemberére Scott befejezte első regényét, a This Side of Paradise-t, és Maxwell Perkins, a Charles Scribner's Sons szerkesztője elfogadta a kéziratot kiadásra. Scott gyorsított kiadást kért, hogy megújítsa Zelda belé vetett hitét: „Annyi minden függ a sikerétől – természetesen egy lány is.” Miután Scott értesítette Zeldát regénye közelgő megjelenéséről, a megdöbbent Zelda bocsánatkérően válaszolt: „Utálom ezt mondani, de nem hiszem, hogy elsőre sok bizalmat éreztem benned... Annyira jó tudni, hogy tényleg meg tudsz csinálni dolgokat – bármit –, és szeretem érezni, hogy talán egy kicsit segíthetek.”
Zelda beleegyezett, hogy hozzámegy Scotthoz, amint a Scribner's kiadja a regényt; Fitzgerald cserébe megígérte, hogy "a világ kezdetének minden irídiumával" New Yorkba hozza. 1920. március 26-án a Scribner's kiadta a This Side of Paradise-t, Zelda pedig március 30-án érkezett New Yorkba. Néhány nappal később, 1920. április 3-án egy kis szertartás keretében összeházasodtak a Szent Patrik székesegyházban.
Az esküvőjük idején Fitzgerald később azt állította, hogy sem ő, sem Zelda nem szerették még egymást, és házasságuk első évei New Yorkban csalódásnak bizonyultak. Andrew Turnbull életrajzíró szerint "A győzelem édes volt, bár nem olyan édes, mint hat hónappal korábban, mielőtt Zelda elutasította volna. Fitzgerald nem tudta visszahozni első szerelmük izgalmát.". Ahogy a Zelda és Scott közötti vonzalom kihűlt, a férje továbbra is megszállottan gondolt első szerelme, Ginevra King elvesztésére, és házasságuk hátralévő részében Scott nem tudott Ginevrára "könnyek nélkül" gondolni.
Annak ellenére, hogy szerelmük lehűlt, Scott és Zelda hamar New York hírességei lettek, legalább annyira vad viselkedésük, mint a This Side of Paradise sikere miatt. A Biltmore Hotelből és a Commodore Hotelből is kiutasították őket, mert zavarták a többi vendéget. Mindennapi életük felháborító csínytevésekből és részeg kalandokból állt. Teljesen felöltözve beugrottak a New York-i Plaza Hotel előtti szökőkútba.[100] Gyakran béreltek taxit, és a motorháztetőn utaztak. Egyik este részeg állapotban úgy döntöttek, hogy ellátogatnak a megyei hullaházba, ahol megvizsgálják az azonosítatlan holttesteket, egy másik este pedig Zelda ragaszkodott ahhoz, hogy egy kutyaólban aludjanak. Az alkohol egyre inkább táplálta éjszakai kalandjaikat. Nyilvánosan ez nem jelentett többet, mint szunyókálást, amikor megérkeztek a bulikra, de a magánéletben ez egyre inkább keserű vitákhoz vezetett. Kölcsönös örömükre a New York-i újságok Zeldát és Scottot a fiatalság és a mértéktelenség elrettentő példáiként ábrázolták – a hedonista dzsesszkorszak "enfants terribles"-e, szörnyű gyermekeiként.
Egy hónapnyi szállodai kilakoltatás után Fitzgeraldék a Connecticut állambeli Westportban egy kunyhóba költöztek, ahol Scott második regényének vázlatain dolgozott. Kiváltságos neveltetése miatt, ahol sok afroamerikai szolga volt, Zelda nem tudta ellátni a háztartási feladatokat Westportban. Házasságuk első hónapjaiban Scott mosatlan ruhái kezdtek eltűnni. Egy nap kinyitotta a szekrényt, és felfedezte a mennyezetig felhalmozott piszkos ruháit. Mivel Zelda nem tudta, mit kezdjen a mosatlan ruhákkal, soha nem küldte el őket tisztításra: egyszerűen mindent bedobott a szekrénybe.
Nem sokkal ezután Scott két szobalányt és egy mosónőt alkalmazott. Zelda szolgáitól való teljes függése a magazincikkek komikus témájává vált. Amikor a Harper & Brothers megkérte Zeldát, hogy kedvenc receptjeit írja bele egy cikkbe, ezt írta: "Nézd meg, van-e szalonna, és ha van, kérdezd meg a szakácsot, melyik serpenyőben süsd meg. Aztán kérdezd meg, hogy van-e tojás, és ha van, próbáld meg rávenni a szakácsot, hogy kettőt pároljon meg belőle. A pirítóssal jobb nem próbálkozni, mert nagyon könnyen megég. A szalonna esetében sem szabad túl magasra tekerni a tüzet, különben egy hétre el kell hagyni a házat. Lehetőleg porcelántányéron tálaljuk, bár arany vagy fa is megteszi, ha kéznél van."
Miközben Scott a következő regényét próbálta megírni Westport-i otthonukban, Zelda bejelentette, hogy honvágya van a mély dél után. Különösen hiányzott neki a déli konyha, például a barack és a keksz reggelire. Azt javasolta, hogy utazzanak az alabamai Montgomery-be. 1920. július 15-én a házaspár egy túraautóban – amelyet Scott lekicsinylően "a guruló szemét"-nek nevezett – a szülei montgomery-i otthonába utazott. Miután néhány hétig meglátogatták Zelda családját, otthagyták a megbízhatatlan járművet, és vonattal tértek vissza a connecticuti Westportba. Zelda szülei nem sokkal később meglátogatták westporti nyaralójukat, de apja, Anthony Sayre bíró rossz szemmel nézte a házaspár állandó bulizását és botrányos életmódját. Ezt a látogatást követően Fitzgeraldék New Yorkban, a West 59th Street 38. szám alatti lakásba költöztek.

## Terhesség és Scottie

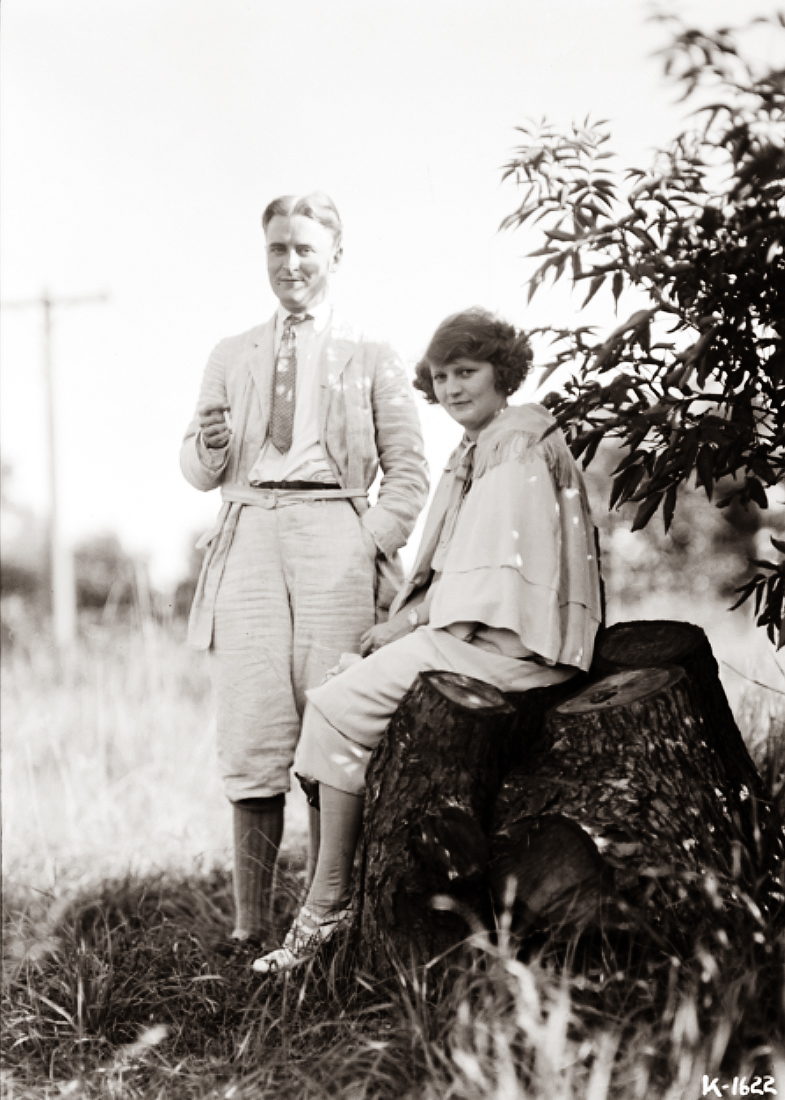
F. Scott Fitzgerald és felesége, Zelda Dellwoodban, egy hónappal Scottie lányuk születése előtt.

1921 februárjában, miközben Scott a The Beautiful and Damned című második regényének vázlatain dolgozott, Zelda rájött, hogy terhes. Azt kérte, hogy a gyermek déli földön, Alabamában szülessen, de Fitzgerald hajthatatlanul elutasította. Zelda kétségbeesetten írta egy barátjának: "Scott megváltozott... Korábban... azt mondta, hogy szereti a délt, de most olyan távol akar lenni tőle, amennyire csak tud." Zelda bánatára a férje ragaszkodott ahhoz, hogy a babát északi otthonában, a minnesotai Saint Paulban szülje meg. 1921. október 26-án életet adott Frances "Scottie" Fitzgeraldnak. Amikor felébredt az altatásból, Scott szerint Zelda azt mondta: "Ó, Istenem, goofo, részeg vagyok. Mark Twain. Hát nem okos — csuklik. Remélem, szép és bolond — egy gyönyörű kis bolond". Sok szava bekerült Scott regényeibe: A nagy Gatsbyben Daisy Buchanan karaktere hasonló reményt fejez ki lánya iránt.
A The Beautiful and Damned megírása közben Scott Zelda naplójának és leveleinek "darabjaira" támaszkodott. Anthony Patch karakterét saját magáról mintázta, Gloria Patch karakterét pedig — szavai szerint — Zelda hidegvérűségéről és önzőségéről. A kiadást megelőzően Zelda lektorálta a vázlatokat, és sürgette férjét, hogy vágja ki a főszereplők elveszett idealizmusát középpontba állító, agyament befejezést. A megjelenéskor Burton Rascoe, a New York Tribune újonnan kinevezett irodalmi szerkesztője megkereste Zeldát, hogy reklámfogásként elcsábítsa az olvasókat Scott legújabb munkájának szatirikus áttekintésével.
Noha Zelda gondosan lektorálta a regény piszkozatait, recenziójában úgy tett, mintha először olvasta volna a regényt, és részben tréfából azt írta, hogy "az egyik oldalon felismertem egy régi naplóm egy részét... és olyan levélfoszlányokat is, amelyek, bár jelentősen átdolgozva, homályosan ismerősnek tűnnek számomra. Valójában Fitzgerald úr - azt hiszem, így írja a nevét - úgy tűnik, úgy véli, hogy a plágium otthon kezdődik." Ugyanebben a recenzióban Zelda azzal viccelődött, hogy reméli, férje regénye kereskedelmi siker lesz, mivel „egy Negyvenkettedik utcai boltban van a legaranyosabb aranyruha, mindössze 300 dollárért”.

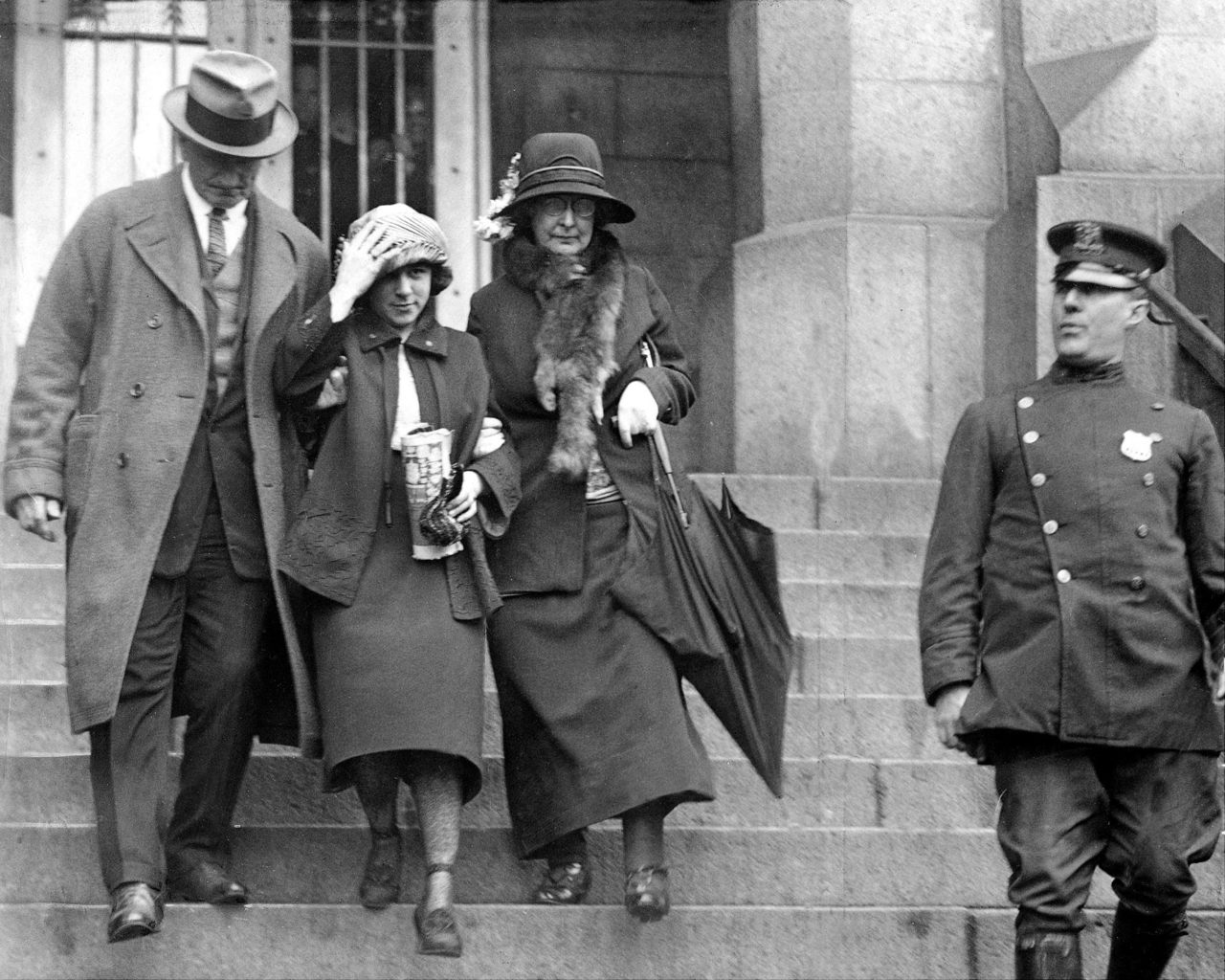
1924 tavaszán Zeldát a New York-i rendőrség őrizetbe vette, mert azzal gyanúsították, hogy ő a hírhedt „Bubifrizurás bandita”, akit később Celia Cooney-ként azonosítottak (a képen). Nem sokkal később Zelda és férje New Yorkból Európába távozott.

A szatirikus kritika hatására Zelda más magazinoktól is kapott ajánlatokat történetek és cikkek írására. Lányuk szerint Scott "sok órát töltött a College Humor and to Scribner's Magazine-nak eladott novelláinak szerkesztésével." 1922 júniusában a Metropolitan Magazinban megjelent Zelda Fitzgerald esszéje "Eulogia on the Flapper" címmel. Abban az időben a flapperek jellemzően fiatal, modern nők voltak, akik a bubifrizurát és rövid szoknyát viseltek. Emellett alkoholt fogyasztottak és házasság előtti szexet folytattak. Bár látszólag a cikk a flapper életstílus hanyatlásáról szólt, miután az 1920-as évek elején fénykorát élte, Zelda életrajzírója, Nancy Milford azt írta, hogy Zelda esszéje „saját létkódja védelmét szolgálta.” A cikkben Zelda a flapper múlandó jelenségét írta le:
A Flapper felébredt a szubdeb-izmus letargiájából, megborzolta a haját, felvette a legjobb pár fülbevalóját, egy nagy adag szemtelenséget és rouge-ot, és csatába indult. Flörtölt, mert szórakoztató volt flörtölni, és egyrészes fürdőruhát viselt, mert jó alakja volt... tudatában volt annak, hogy azokat a dolgokat csinálja, amelyeket mindig is szeretett volna csinálni. Az anyák helytelenítették, hogy fiaik elviszik a Flappert táncolni, teázni, úszni és legfőképpen a szívükhöz.
Miután 1922 márciusában megjelent The Beautiful and Damned, Fitzgeraldék New Yorkba vagy St. Paulba utaztak, hogy Zelda abortuszhoz jusson. Zelda végül három abortuszon esett át házasságuk alatt, és nővére, Rosalind később megkérdőjelezte, hogy Zelda későbbi szellemi hanyatlása ezeknek a nem biztonságos eljárásoknak az egészségügyi mellékhatásai miatt következett-e be. Zelda gondolatai a második terhessége megszakításáról nem ismertek, de a The Beautiful and Damned első vázlatában Scott írt egy jelenetet, amelyben Gloria Gilbert azt hiszi, hogy terhes, Anthony Patch pedig azt javasolja neki, hogy "beszéljen egy nővel, és derítse ki, mi a legjobb, amit tehet. A legtöbbjük valamilyen módon helyrehozza." Anthony javaslata kikerült a végleges változatból, és ez a jelentős változtatás az abortusz aktusával kapcsolatos erkölcsi dilemmáról Gloria felszínes aggodalmára helyezte át a hangsúlyt, hogy egy baba tönkretenné az alakját.
Scott The Vegetable című darabjának pénzügyi kudarca után Fitzgeraldék eladósodtak. Bár Scott dühösen novellákat írt, hogy kifizesse a számlákat, kiégett és depressziós lett. Ebben az időszakban, míg Scott otthon novellákat írt, a New York-i Rendőrség őrizetbe vette Zeldát a Queensboro híd közelében, azzal a gyanúval, hogy ő a "Bobbed Haired Bandit", egy hírhedt szélhámos rabló, akit később Celia Cooney-ként azonosítottak. Ezt az incidenst követően a házaspár 1924 áprilisában a franciaországi Párizsba utazott, abban a reményben, hogy külföldön, Európában takarékosabb életet élhetnek.

## Kitelepítés Európába

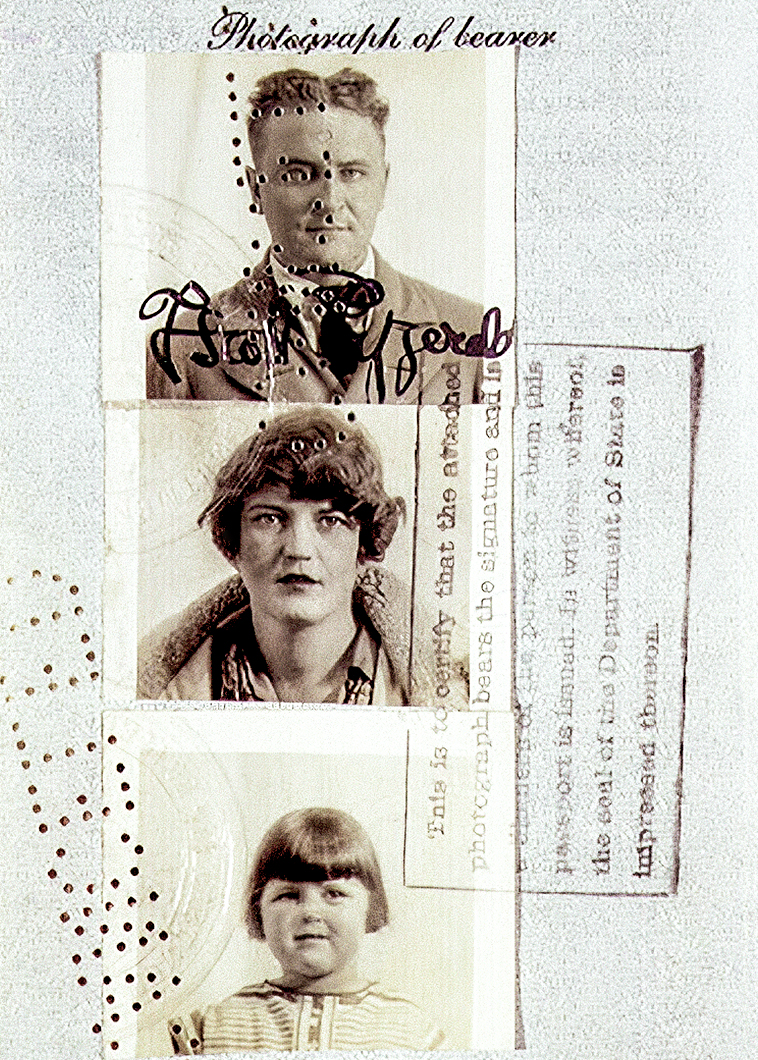
Zelda, Scott és lányuk, Scottie az 1924-es európai útjuk útlevelében.

Miután megérkeztek Párizsba, a pár hamarosan áttelepült a francia riviérán fekvő Antibes-ba. Amíg Scott az A Nagy Gatsby vázlatán dolgozott, Zelda beleszeretett egy francia tengerészeti pilótába, Edouard Jozanba. A feltételezett románc pontos részletei ellenőrizhetetlenek és ellentmondásosak, és maga Jozan is azt állította, hogy Fitzgeraldék találták ki az egész esetet. Ellentmondásos beszámolók szerint Zelda a délutánokat a strandon úszással, az estéket pedig kaszinókban táncolva töltötte Jozannal. Néhány hét elteltével a nő válókeresetet nyújtott be Scottnak. Scott állítólag kihívta Jozant párbajozni, és bezárta Zeldát a villájukba, amíg meg nem öli. Mielőtt bármiféle végzetes összetűzés következett volna, Jozan – akinek esze ágában sem volt Zeldát feleségül venni – elmenekült a Riviéráról, és Fitzgeraldék soha többé nem látták őt. Nem sokkal ezután Zelda valószínűleg túladagolta az altatót.
A maga részéről Jozan az egész történetet puszta kitalációnak minősítette, és azt állította, hogy soha nem fordult elő románc Zeldával: "Mindkettőjüknek szüksége volt a drámára, kitalálták, és talán saját nyugtalan és egy kicsit egészségtelen képzeletük áldozatai voltak. A későbbi elbeszélésekben mind Zelda, mind Scott megszépítette a történetet, és Zelda később hamisan azt mondta Ernest Hemingwaynek és feleségének, Hadley Richardsonnak, hogy a viszony akkor ért véget, amikor Jozan öngyilkos lett. Valójában Jozant a francia hadsereg Indokínába helyezte át.
Függetlenül attól, hogy történt-e házasságon kívüli kapcsolat Jozannal[144], az epizód a házasságukba vetett bizalom megtöréséhez vezetett, és Fitzgerald ezt írta a jegyzetfüzetébe: "Tudtam, hogy történt valami, amit soha nem lehet helyrehozni." Az eset valószínűleg befolyásolta Fitzgeraldot A nagy Gatsby megírásában, és a Zeldával való viharos kapcsolatának számos elemét, köztük a szerelmi bizonyosság elvesztését is felhasználta. Augusztusban ezt írta barátjának, Ludlow Fowlernek: „Én is öregnek érzem magam ezen a nyáron... ennek a regénynek az egész terhe - azoknak az illúzióknak az elvesztése, amelyek olyan színt adnak a világnak, hogy nem érdekel, igazak-e a dolgok vagy hamisak, amíg részesei a varázslatos dicsőségnek.”
Scott 1924 októberében véglegesítette A nagy Gatsby-t. A pár megpróbálta megünnepelni a házasságot római és capri-szigeteki utazással, de mindketten boldogtalanok és egészségtelenek voltak. Amikor megkapta a regénye korrektúráját, Scott a legjobb címen töprengett: Trimalchio in West Egg, csak Trimalchio or Gatsby, Gold-hatted Gatsby vagy The High-bouncing Lover. Nem tetszett Fitzgeraldnak a Trimalchio in West Egg választott címe, a szerkesztő Max Perkins meggyőzte, hogy az utalás túlságosan homályos, és az emberek képtelenek lennének kiejteni. Miután Zelda és Perkins is kifejezte, hogy a The Great Gatsby-t részesíti előnyben, Fitzgerald beleegyezett. Ugyancsak ezen az úton, miközben vastagbélgyulladásban szenvedett, Zelda elkezdett műalkotásokat festeni.

## TalálkozásErnest Hemingwayjel

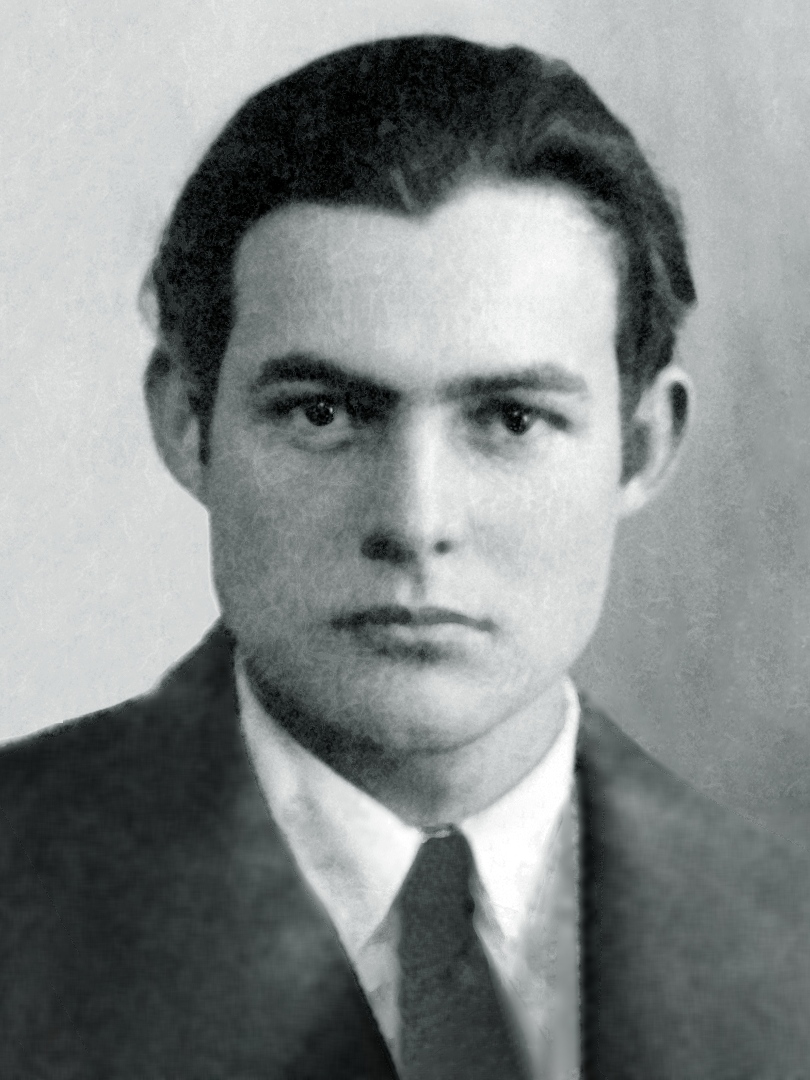
Ernest Hemingway író 1923-ban, két évvel azelőtt, hogy találkozott Zeldával és Scott Fitzgeralddal a franciaországi Párizsban.

1925 áprilisában Párizsba visszatérve Zelda találkozott Ernest Hemingway-jel, akinek karrierjét férje nagyban elősegítette. Hemingwayn keresztül Fitzgeraldék megismerkedhettek Gertrude Steinnel, Alice B. Toklas-szal, Robert McAlmonnal és másokkal. Scott és Hemingway közeli barátok lettek, de Zelda és Hemingway már az első találkozásuk óta nem kedvelték egymást. A nő nyíltan homofób jelzőkkel illette a férfit, és "szőrös mellű tündérnek" titulálta. Úgy vélte, hogy Hemingway uralkodó macsó személyisége csupán egy póz, amellyel homoszexualitását leplezi; Hemingway viszont azt mondta Scottnak, hogy Zelda „őrült”. Az A Moveable Feast című emlékiratában Hemingway azt állítja, hogy akkor jött rá, hogy Zelda mentális betegségben szenved, amikor ragaszkodott ahhoz, hogy a jazzénekes Al Jolson nagyobb, mint Jézus Krisztus. Hemingway azt állította, hogy Zelda megpróbálta tönkretenni a férjét, és állítólag kigúnyolta Fitzgeraldot a pénisze mérete miatt. Miután egy nyilvános mellékhelyiségben megvizsgálta, Hemingway megerősítette, hogy Fitzgerald hímtagja átlagos méretű.
Hemingway azt állította, hogy Zelda sürgette férjét, hogy a regényekkel szemben jövedelmező novellákat írjon, hogy a megszokott életmódját támogassa. Hogy kiegészítse jövedelmét, Fitzgerald gyakran írt történeteket olyan magazinok számára, mint a The Saturday Evening Post, a Collier's Weekly és az Esquire.[155] "Mindig is úgy éreztem, hogy egy történet a The Postban a csúcs – emlékezett vissza később Zelda –, de Scott nem bírta elviselni, hogy megírja őket". Teljesen agyalágyult volt, tudod. Csupa elme." Scott "autentikus" módon írta meg történeteit, majd átírta őket, hogy olyan fordulatokat adjon hozzájuk, amelyek növelik eladhatóságukat magazinsztoriként. Ez a Zeldáért való "kurválkodás" – ahogy Hemingway nevezte ezeket az eladásokat – barátságuk fájó pontjává vált. A nagy Gatsby elolvasása után Hemingway megfogadta, hogy félreteszi a Fitzgeralddal való nézeteltéréseit, és mindenben segít neki, bár attól tartott, hogy Zelda kisiklatja Fitzgerald karrierjét. Egy Fitzgeraldnak írt levelében Hemingway figyelmeztette, hogy Zelda kisiklatja a karrierjét:
A világ összes embere közül neked lett volna szükséged fegyelemre a munkádban, ehelyett hozzámész valakihez, aki féltékeny a munkádra, versenyezni akar veled, és tönkretesz téged. Ez nem ilyen egyszerű, és én már akkor őrültnek tartottam Zeldát, amikor először találkoztam vele, te pedig még jobban bonyolítottad a helyzetet azzal, hogy szerelmes vagy belé, és persze römiző vagy.

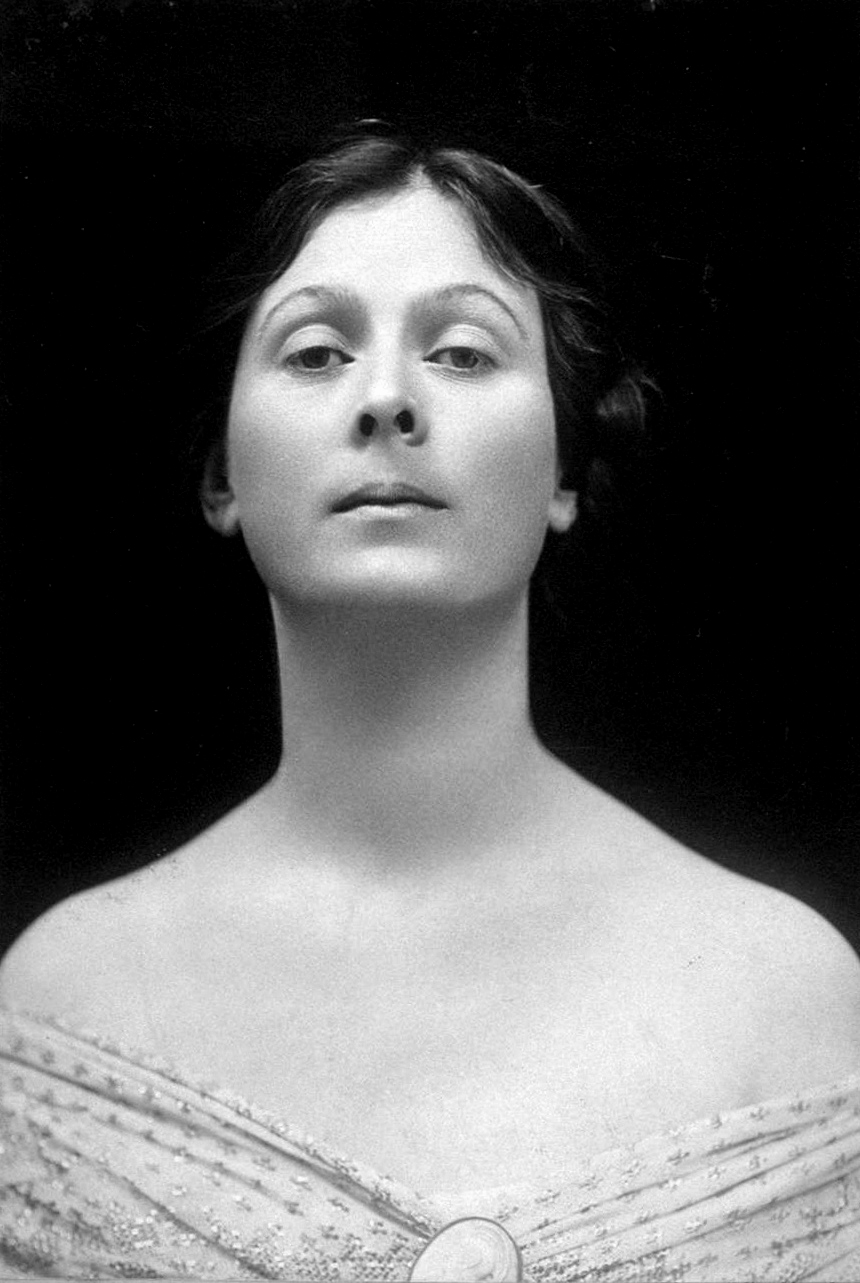
Scott figyelmessége Isadora Duncan táncosnő iránt egy partin arra késztette Zeldát, hogy levetette magát egy márványlépcsőn.

Fitzgerald házasságában még komolyabb szakadás következett be, amikor Zelda meggyanította, hogy Scott rejtőzködő homoszexuális, és azt állította, hogy Fitzgerald és Hemingway homoszexuális kapcsolatban álltak.[161] A következő hónapokban gyakran lekicsinyelte Scottot homofób szidalmakkal nyilvános kirándulásaik során. Matthew J. Bruccoli életrajzíró azt állítja, hogy Zelda túlzott elfoglaltsága más személyek szexuális viselkedésével valószínűleg a paranoid skizofrénia kezdetére utalt. Fitzgerald szexualitása azonban népszerű vitatéma volt barátai és ismerősei körében. Fitzgerald fiatal korában szoros kapcsolatban állt Sigourney Fay atyával, egy valószínűleg meleg katolikus pappal, és Fitzgerald később az ő vezetéknevét használta Daisy Fay Buchanan idealizált romantikus karakterére. Az egyetem után Fitzgerald keresztöltözött a minnesotai kirándulások során, és társasági eseményeken flörtölt férfiakkal. Párizsi tartózkodása alatt Fitzgeraldról az amerikai kivándorlók körében az a hír járta, hogy meleg volt.
Zelda szexuális identitását érintő, irritáló, ismétlődő homofób támadásai miatt Scott úgy döntött, hogy lefekszik egy párizsi prostituálttal. Zelda talált óvszereket, amelyeket a férfi még a szexuális együttlét előtt vásárolt, és keserű veszekedés alakult ki, aminek eredményeképpen elhatalmasodott a féltékenység. Nem sokkal később a féltékeny Zelda egy partin levetette magát egy márványlépcsőn, mert Fitzgerald, aki Isadora Duncan amerikai táncosnővel beszélgetett, nem törődött vele. 1926 decemberében, két kellemetlen, házasságukat jelentősen megterhelő európai év után Fitzgeraldék visszatértek Amerikába, de házassági nehézségeik tovább gyűrűztek.
1927 januárjában Fitzgeraldék Los Angelesbe költöztek, ahol Scott megírta a Lipstick-et a United Artists-nak, és megismerkedett Lois Moran hollywoodi sztárral. A Moranra féltékeny Zelda önpusztító tettként felgyújtotta a ruháját egy fürdőkádban. Úgy becsmérelte Moran-t, mint „reggeli ételt, amelyet sok férfi azonosított azzal, ami hiányzott neki az életből”. Fitzgerald és Moran kapcsolata súlyosbította Fitzgeraldék házassági nehézségeit, és mindössze két hónapos hollywoodi tartózkodás után a boldogtalan pár 1927 márciusában a Delaware állambeli Wilmingtonba, Ellerslie-be költözött. Edmund Wilson irodalomkritikus 1928 februárjában a Delaware állambeli Edgemoorban, Fitzgeraldék otthonában tartott partira emlékezve a következőképpen jellemezte Zeldát:
Zelda mellé ültem, aki irizáló volt a legjobb formájában. Scott barátai közül néhányan ingerültek voltak, mások el voltak bűvölve tőle. Én azok közé tartoztam, akik el voltak bűvölve. Egy déli szépség önfejűsége és egy gyerek gátlástalansága volt benne. Olyan spontán színnel és szellemességgel beszélt - szinte pontosan úgy, ahogyan ő írta -, hogy nagyon hamar megszűnt engem zavarni az a tény, hogy a beszélgetés a gondolatok "szabad asszociációjának" jellegét öltötte, és soha nem lehetett semmit sem nyomon követni. Ritkán ismertem olyan nőt, aki ilyen elragadóan és ilyen frissen fejezte ki magát: egyrészt nem voltak kész frázisai, másrészt nem erőlködött a hatás kedvéért. Könnyen elpárolgott azonban, és csak egy dologra emlékszem, amit aznap este mondott: hogy Galsworthy írása a kéknek olyan árnyalata, amely őt nem érdekli.

## Megszállottság és betegség

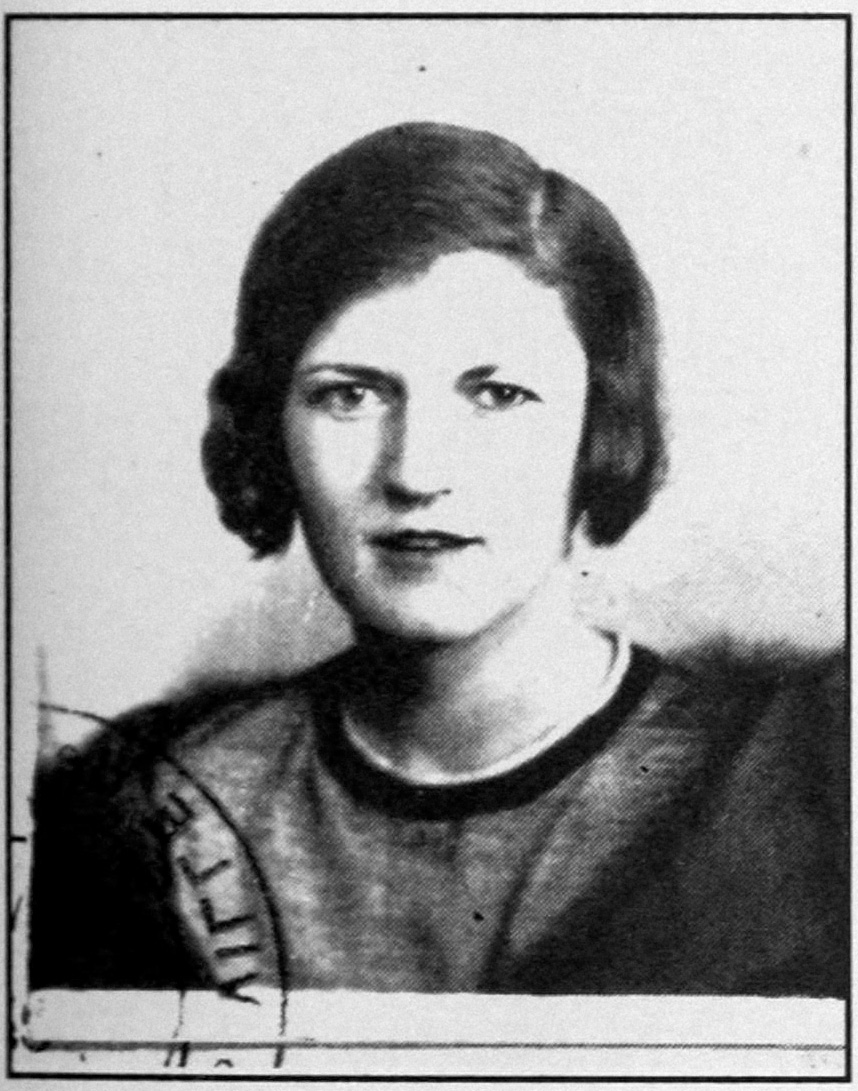
Zelda portréja a francia személyi igazolványához 1929 körül.

1927-re a Delaware állambeli Wilmingtonban lévő Ellersie birtokon Scott súlyosan alkoholista lett, Zelda viselkedése pedig egyre kiszámíthatatlanabbá vált. A köztük lévő konfliktusok nagy része abból az unalomból és elszigeteltségből fakadt, amelyet Zelda tapasztalt, amikor Scott írt. Gyakran megzavarta őt munka közben, és egyre nyomorultabbá váltak. Fitzgerald kritikája, miszerint minden nagyszerű nő konstruktívan használja a tehetségét, mély vágyat ébresztett Zeldában, hogy kifejlesszen egy olyan tehetséget, ami teljesen a sajátja.
28 évesen az orosz balett megszállottja lett, és úgy döntött, hogy balett-táncos karrierbe kezd. Barátja, Gerald Murphy ellenezte ambícióit, és megjegyezte, hogy „korlátai vannak annak, amit egy Zelda korú nő tehet, és nyilvánvaló volt, hogy túl későn kezdett táncolni.” Annak ellenére, hogy túl öreg volt ahhoz, hogy ezt elérje, Scott Fitzgerald fizetett azért, hogy Zelda elkezdhessen gyakorolni Catherine Littlefield, a Philadelphia Opera Balett igazgatója felügyelete alatt. Miután Fitzgeraldék 1928 nyarán visszatértek Európába, Scott fizetett Zeldának, hogy Párizsban, Ljubov Jegorova orosz balerina irányítása alatt tanulhasson.
1929 szeptemberében a nápolyi San Carlo Opera balett-társulata meghívta őt, hogy csatlakozzon balettiskolájukhoz. A felkészülés során Zelda napi akár nyolc órát is igénybe vevő, kimerítő gyakorlásra vállalkozott, és „keményen büntette testét a fejlődés érdekében tett erőfeszítésekkel”. Zelda lánya szerint, bár Scott „nagyra értékelte és bátorította feleségét szokatlan tehetségét és lángoló képzelőerejét", aggódni kezdett, amikor a "tánc huszonnégy órás elfoglaltsággá vált, ami tönkretette fizikai és mentális egészségét". Nem sokkal később Zelda összeomlott a fizikai és szellemi kimerültségtől. Egy este Scott hazatérve a kimerült Zeldát a földön ülve találta, egy halom homokba merülve. Amikor megkérdezte, mit csinál, nem tudott beszélni. Hívott egy francia orvost, aki megvizsgálta Zeldát, és közölte vele, hogy „a felesége őrült”.

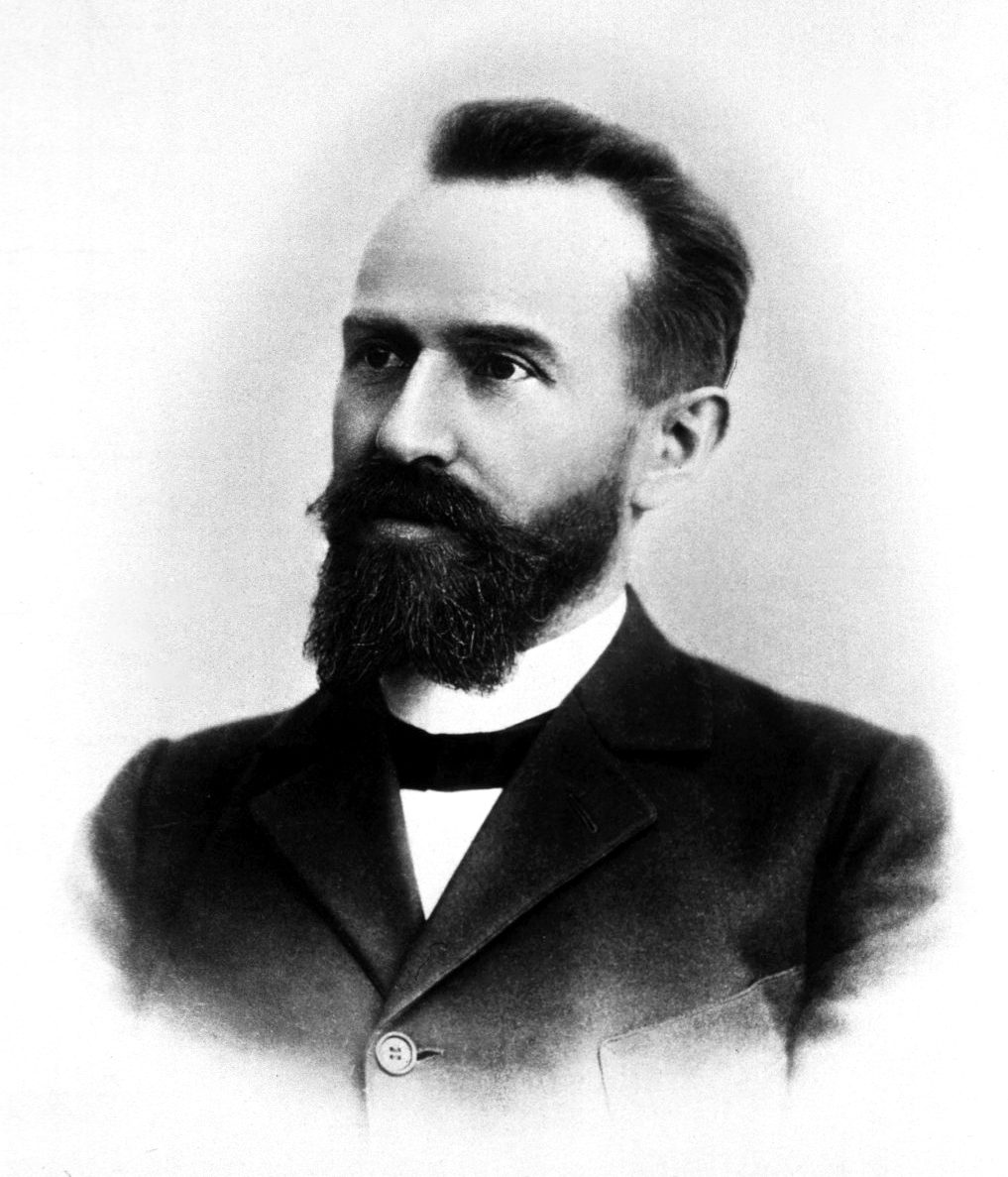
Eugen Bleuler, Európa egyik vezető pszichiátere 1930 novemberében skizofréniát diagnosztizált Zeldánál.

Nem sokkal fizikai és lelki összeomlása után Zelda mentális egészsége tovább romlott. 1929 októberében, a Grande Corniche hegyvidéki útjain egy párizsi autóút során Zelda megragadta az autó kormánykerekét, és megpróbálta megölni magát, férjét és kilencéves lányát, Scottie-t, miközben áthajtott egy sziklán. A gyilkossági incidens után Zelda pszichiátriai kezelést kért. 1930. április 23-án a Párizs melletti Malmaison klinikán vették fel megfigyelésre. 1930. május 22-én a svájci Montreux-ben lévő Valmont szanatóriumba költözött. A klinikán elsősorban gyomor-bélrendszeri panaszokat kezeltek, majd mélyreható pszichés problémái miatt 1930. június 5-én ismét a Genfi-tó partján a Prangins-i pszichiátriai intézetbe költöztették. Pranginsban, júniusban Dr. Oscar Forel előzetes diagnózist állított fel: skizofrénia, de attól tartott, hogy pszichés állapota sokkal rosszabb lehet. Zelda életrajzírója, Nancy Milford hosszan idézi Dr. Forel teljes diagnózisát:
Minél többet láttam Zeldát, annál inkább úgy gondoltam akkoriban, hogy nem szenved sem tiszta neurózisban, sem valódi pszichózisban – konstitúciós, érzelmileg kiegyensúlyozatlan pszichopatának tartottam – javulhat, [de] soha nem épül fel teljesen.
Öt hónapos megfigyelés után Eugen Bleuler doktor – Európa egyik vezető pszichiátere – 1930. november 22-én megerősítette Dr. Forel diagnózisát, hogy Zelda skizofrén. (Zelda halála után a későbbi pszichiáterek azt feltételezték, hogy Zelda bipoláris zavarban szenved.) 1931 szeptemberében engedték ki a Pranginsból. Scott, hogy feleségét távol tartsa az elmBár voltak időszakok, amikor a viselkedése csupán excentrikus volt, gyakran veszélyt jelentett önmagára és másokra nézve is. Egy alkalommal megpróbálta magát egy mozgó vonat elé vetni, egy másik esetben pedig provokáció nélkül megtámadott egy vendéget az otthonukban. Ingatag elmeállapota ellenére a házaspár az alabamai Montgomerybe utazott, ahol az apja, Anthony Sayre bíró haldoklott. Apja halála után a nő mentális egészsége ismét megromlott, és újabb idegösszeomlást kapott.

## Save Me the Waltz

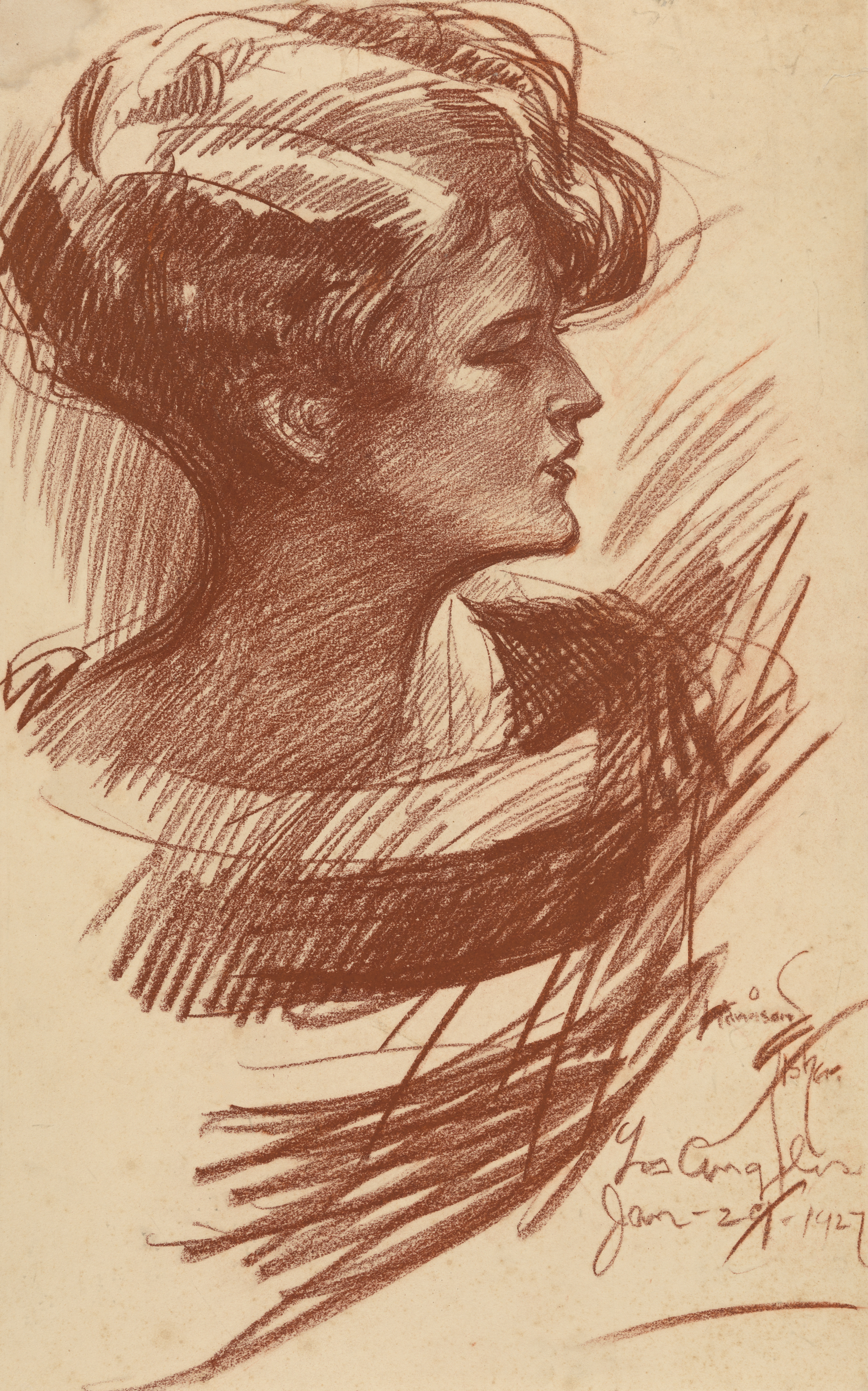
Zelda Fitzgerald portréja by Harrison Fisher, 1927

1932 februárjában, egy hisztériás epizód után, Zelda ragaszkodott ahhoz, hogy ismét elmegyógyintézetbe kerüljön. 1932. február 12-én a baltimore-i Johns Hopkins Kórház Phipps klinikája férje tiltakozása ellenére befogadta Zeldát, akinek kezelését Dr. Adolf Meyer, a skizofrénia szakértője felügyelte. Gyógyulási rutinjának részeként naponta legalább két órát töltött egy kézirat megírásával. A Phipps Klinikán Zelda kapcsolatot alakított ki Dr. Mildred Squires női rezidenssel. Amikor Dr. Squires megkérte Scottot, hogy tippelje meg, miért romlott Zelda mentális egészsége, Fitzgerald így válaszolt:
Barátaink és rokonaink talán ötven százaléka teljes őszinte meggyőződéssel elmondaná neked, hogy az ivásom megőrjítette Zeldát – a másik fele pedig biztosítaná, hogy az ő őrültsége késztetett az italra. Egyik ítélet sem jelentene semmit.
1932. február vége felé Zelda megosztotta kéziratának töredékeit Dr. Squires-szal, aki azt írta Scottnak, hogy a befejezetlen regény élénk és bájos. Zelda ezt írta Scottnak a kórházból: "Büszke vagyok a regényemre, de aligha tudom eléggé visszafogni magam, hogy megírjam. Tetszeni fog – ez kifejezetten École Fitzgerald, bár extatikusabb, mint a tiéd – talán túlságosan is." Zelda március 9-én fejezte be a regényt. A változatlan kéziratot elküldte Scott szerkesztőjének, Maxwell Perkinsnek a Scribner'sbe.
Meglepődve, amikor Zeldától postán kapott egy váratlanul érkező regényt, Perkins gondosan átolvasta a kéziratot. Arra a következtetésre jutott, hogy a műnek "enyhén romlott a minősége, ami azt a benyomást keltette benne, hogy a szerző nehezen tudja elválasztani a fikciót a valóságtól." Úgy érezte, a kézirat több jó részt tartalmaz, de általános hangvétele reménytelenül "elavultnak" és tonálisnak tűnt, és hangvételében Fitzgerald 1922-es The Beautiful and Damned (Szépek és átkozottak) című művére hasonlított. Perkins abban reménykedett, hogy Scott a bírálatával javítani tudja az általános minőséget.
Amikor megtudta, hogy Zelda átadta a kéziratát Perkinsnek, Scott dühös lett, amiért korábban nem mutatta meg neki a kéziratát. Miután elolvasta a kéziratot, kifogásolta, hogy a nő regénye plagizálta a This Side of Paradise főhősét. Továbbá felháborodott, amikor megtudta, hogy Zelda regénye pontosan ugyanazokat a cselekményelemeket használta fel, mint az ő készülő regénye, a Tender Is the Night. Miután megkapta Scotttól ezeket az ellenvetéseket ismertető leveleket, Zelda bocsánatkérően azt írta Scottnak, hogy "attól tart, hogy ugyanahhoz az anyaghoz nyúltunk."

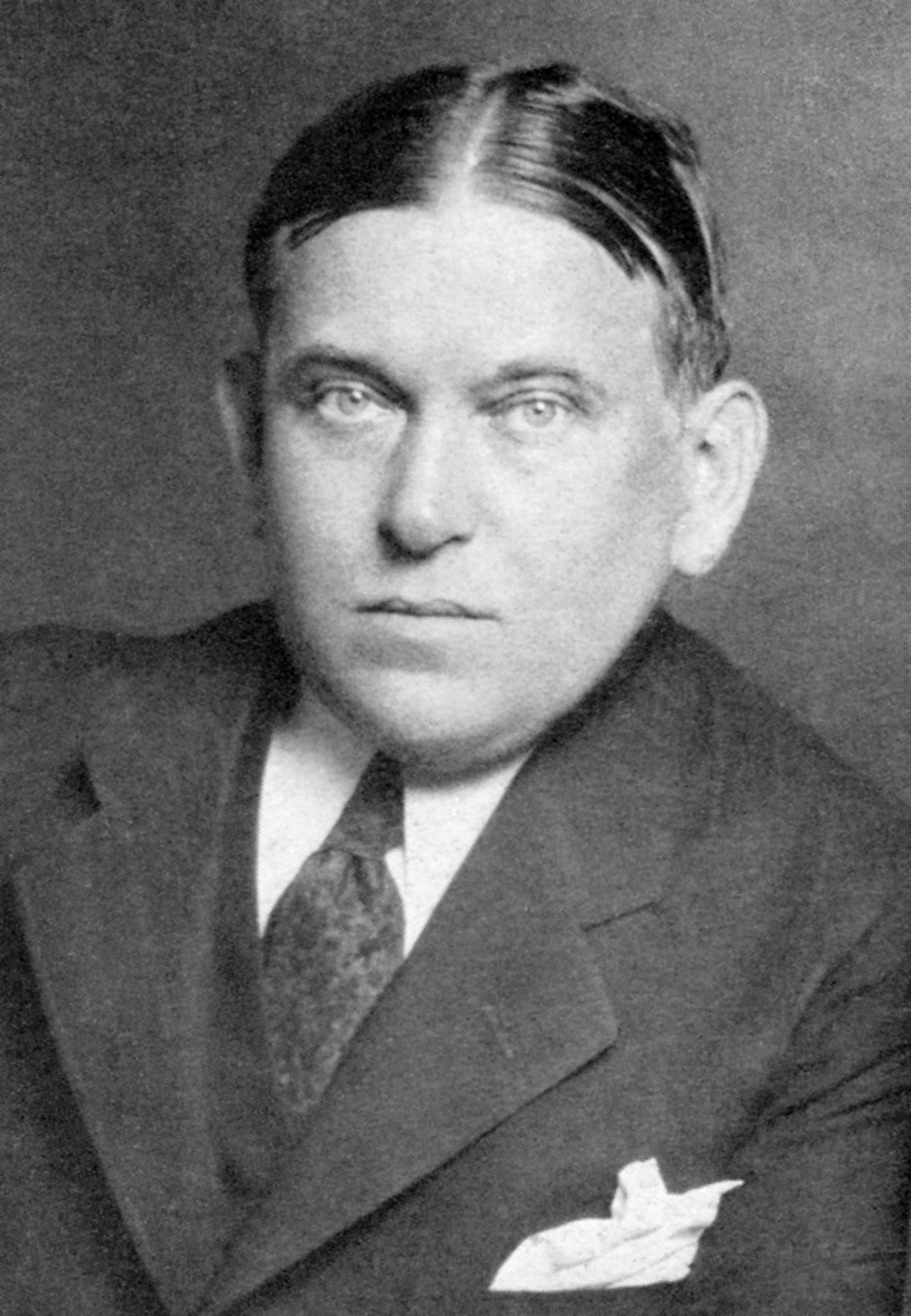
Miután 1932 áprilisában találkozott Zeldával egy ebéd alkalmával, az író H. L. Mencken úgy jellemezte őt, mint aki folyamatosan a mentális zavar és gyötrelem jeleit mutatja.

Scott kezdeti bosszúsága ellenére az adósságokkal küszködő Fitzgerald rájött, hogy Zelda könyve szép hasznot hozhat. Következésképpen a kért átdolgozások „viszonylag kevés” voltak, és „a nézeteltérés gyorsan megoldódott, Scott ajánlotta a regényt Perkinsnek.” Néhány héttel később Scott ezt írta Perkinsnek: „Itt van Zelda regénye. Ez most egy jó regény, talán egy nagyon jó regény - túl közel vagyok ahhoz, hogy megmondjam. Megvannak benne az első regény hibái és erényei..... Érdekelnie kell a sok ezer táncost. Valamiről szól és teljesen új, és el kellene adnia.” Bár nem volt tőle elragadtatva, Perkins beleegyezett, hogy kiadja a művet, hogy Fitzgerald így törleszthesse a Scribner's felé fennálló pénzügyi tartozását. Perkins úgy rendelkezett, hogy a Zelda jogdíjának felét Scott Scribner's felé fennálló tartozásával szemben kell felhasználni, amíg legalább 5000 dollárt vissza nem fizetett.
1932 márciusában a Phipps klinika elbocsátotta Zeldát, és férjéhez, Scotthoz és lányához költözött a marylandi Baltimore-ban lévő La Paix birtokra. Bár elbocsátották, mentálisan rossz állapotban maradt. Egy hónappal később Fitzgerald elvitte őt ebédelni H. L. Mencken kritikushoz, a The American Mercury irodalmi szerkesztőjéhez. Mencken naplójában feljegyezte, hogy Zelda "egy éve megőrült Párizsban, és még mindig nyilvánvalóan többé-kevésbé távol van a normálistól." Az ebéd során a mentális zavar jelei mutatkoztak rajta. Egy évvel később, amikor Mencken utoljára találkozott Zeldával, úgy jellemezte, hogy mentális betegsége minden szemlélő számára azonnal nyilvánvaló, elméje pedig „csak félig épeszű”. Sajnálta, hogy F. Scott Fitzgerald nem írhat regényeket, mivel magazinos történeteket kellett írnia, hogy Zelda pszichiátriai kezelését ki tudja fizetni.
1932. október 7-én Scribner kiadta a Save Me the Waltz című könyvét, 3010 példányban – ami nem szokatlanul alacsony a nagy gazdasági világválság kellős közepén készült első regényhez képest – olcsó papíron, zöld vászonborítóval. Zelda szerint a könyv címe egy Victor lemezkatalógusból származik, a cím pedig annak az életmódnak a romantikus csillogását idézte, amelyet F. Scott Fitzgerald és ő maga a lázadó jazzkorszakban éltek át. A Fitzgeraldokkal való párhuzam nyilvánvaló volt: a regény főszereplője Alabama Beggs – akárcsak Zelda, egy déli bíró lánya –, aki feleségül megy David Knighthoz, egy feltörekvő festőhöz, aki hirtelen híres lesz a munkájával. Connecticutban élik a gyors életet, mielőtt Franciaországba távoznak. A házasságával elégedetlen Alabama beleveti magát a balettművészetbe. Bár azt mondják neki, hogy nincs esélye, kitart, és három év után egy operatársulat vezető táncosa lesz. Alabama azonban a kimerültségtől megbetegszik, és a regény akkor ér véget, amikor visszatérnek a családjához délre, mivel az apja haldoklik.
Zelda csalódottságát visszhangozva a regény Alabama küzdelmét mutatja be, hogy férjétől függetlenül érvényesüljön, és hogy saját teljesítményeivel tiszteletet vívjon ki magának. Scott dísztelen prózájával ellentétben Zelda írásmódja a Save Me the Waltz-ban tele van verbális díszítésekkel és összetett metaforákkal. A regény emellett mélyen érzéki; ahogy Jacqueline Tavernier-Courbin irodalomtudós 1979-ben megjegyezte: "az érzékiség abból fakad, hogy Alabama tudatában van a benne zajló élethullámnak, a test tudatának, a természetes képzeteknek, amelyeken keresztül nemcsak érzelmek, hanem egyszerű tények is kifejeződnek, az érzékek, különösen az érintés és a szaglás elsöprő jelenlétéből minden leírásban"
Az irodalomkritikusok Save Me the Waltz-ról szóló kritikái túlnyomórészt negatívak voltak. A kritikusok Zelda virágzó prózáját túlírtnak, fiktív karaktereit érdektelennek, tragikus jeleneteit pedig groteszk „harlekinádnak” csúfolták. A New York Times különösen kemény kritikát közölt, és a szerkesztőjét, Max Perkinst szidta: "Nemcsak az a baj, hogy a kiadói nem látták jónak, hogy megfékezzék az írás szinte nevetséges bujaságát, hanem az is, hogy a könyvet nem látták el egy olvasott lektor elemi szolgálatainak." A túlnyomóan negatív kritikák zavarba hozták és elkeserítették Zeldát.

## Festészet és későbbi évek
Az 1930-as évek közepétől Zelda élete hátralévő részében szórványosan kórházba került Baltimore-ban, New Yorkban és az Észak-Karolinai Asheville-ben. Amikor Scott meglátogatta Zeldát a szanatóriumokban, egyre inkább a mentális instabilitás jeleit mutatta. Egy látogatás során Scott és barátai elvitték Zeldát egy közeli otthonba, az észak-karolinai Tryonba. Ebéd közben visszahúzódott, és abbahagyta a kommunikációt. A szanatóriumba visszafelé menet kinyitotta az autó ajtaját, és kivetette magát a mozgó járműből, hogy megölje magát. Egy másik incidensben, amikor Zelda váratlanul elveszített egy teniszmérkőzést az Asheville-i szanatóriumban, az azt eredményezte, hogy fizikailag megtámadta teniszpartnerét, és teniszütőjével fejbe verte.
Lelki egészségi állapotának romlása ellenére továbbra is folytatta művészi ambícióit. A Save Me the Waltz kritikai és kereskedelmi kudarca után 1932 őszén megkísérelt egy bohózatos színpadi darabot írni Scandalabra címmel. Miután azonban benyújtották a kéziratot Harold Ober ügynöknek, a Broadway producerei elutasították a darabját. Ezt az elutasítást követően Scott megszervezte, hogy a Scandalabra című darabját egy Little Theatre csoport állítsa színre a marylandi Baltimore-ban, és hosszú órákon át ült a darab próbáin. Egy évvel később, egy csoportterápiás foglalkozáson a férjével és egy pszichiáterrel, megjegyezte, hogy ő „harmadrangú író és harmadrangú balett-táncos”. Ezt a megjegyzést követően Zelda megpróbált akvarelleket festeni.
1934 márciusában Scott Fitzgerald rendezte meg Zelda műveinek első kiállítását — 13 festményt és 15 rajzot — New Yorkban. Akárcsak könyvének langyos fogadtatása, a New York-i kritikusok is rosszul fogadták a festményeit. A The New Yorker csupán úgy jellemezte őket, mint "a szinte mitikus Zelda Fitzgerald festményeit; bármilyen érzelmi felhangokkal vagy asszociációkkal, amelyek az úgynevezett jazzkorszakból maradtak fenn". A recenzióban a festmények tényleges leírása nem szerepelt.
Művészeti kiállításának kritikai kudarca után Scott egy reggel arra ébredt, hogy Zelda eltűnt. Egy orvos és több kísérő megérkezése után hajtóvadászat kezdődött New Yorkban. Végül megtalálták Zeldát a Central Parkban, amint sírt ásott. Nem sokkal később még erőszakosabbá és zárkózottabbá vált. Scott 1936-ban az észak-karolinai Asheville-ben lévő Highland kórházban helyezte el, és ezt írta barátainak:
Zelda most azt állítja, hogy közvetlen kapcsolatban áll Krisztussal, Hódító Vilmossal, Stuart Máriával, Apollóval és a bolondokházi viccek összes szokásos kellékével... Amiért valóban szenvedett, nincs olyan józan éjszaka, hogy ne adóznék egy órát a sötétségben. Furcsa módon, számodra talán hihetetlen módon, mindig is a gyermekem volt (ez nem volt kölcsönös, mint gyakran a házasságokban)... Én voltam a nagy valósága, gyakran az egyetlen összekötő, aki kézzelfoghatóvá tudta tenni számára a világot.
Zelda a kórházban maradt, míg Scott 1937 júniusában visszatért Hollywoodba egy heti 1000 dolláros munkáért az MGM-nél. Zeldától eltávolodva megpróbált újra összejönni első szerelmével, Ginevra Kinggel, amikor az 1938 októberében Kaliforniába látogatott, de féktelen alkoholizmusa szabotálta rövid találkozásukat. Amikor a csalódott King visszatért Chicagóba, Fitzgerald titkos kapcsolatba kezdett Sheilah Graham hollywoodi pletykarovatvezetővel. Kapcsolatuk során Graham azt állította, hogy Fitzgerald állandó bűntudatot érzett Zelda elmebetegsége és bezártsága miatt. Többször próbált kijózanodni, depresszióban szenvedett, erőszakos kirohanásai voltak, és öngyilkosságot kísérelt meg.
A következő néhány évben a depressziós Scott a nyugati parton folytatta a forgatókönyvírást, a kórházban fekvő Zeldát pedig a keleti parton látogatta. 1939 áprilisában Zelda elmegyógyintézetének egy csoportja Kubába készült, de Zelda lemaradt az útról. Fitzgeraldék úgy döntöttek, hogy egyedül mennek. Az utazás katasztrófának bizonyult. Az utazás során egy kakasviadal nézői megverték F. Scott Fitzgeraldot, amikor az megpróbált közbelépni az állatkínzás ellen. Olyan kimerülten és ittasan tért vissza az Egyesült Államokba, hogy kórházi kezelésre szorult. Fitzgeraldék soha többé nem látták egymást.
Scott visszatért Hollywoodba, hogy kifizesse Zelda folyamatos kórházi kezelésének egyre növekvő számláit. Némi előrelépést tett Asheville-ben, és 1940 márciusában, négy évvel a felvétel után, anyja gondozásába bocsátották. Már majdnem negyvenéves volt, a barátai már régen elmentek, és Fitzgeraldéknak már nem volt sok pénzük. Gyakran írtak egymásnak, és azt tervezték, hogy 1940 decemberében újra találkoznak. Egy levélben, amelyet Zelda Fitzgeraldnak írt, nem sokkal azelőtt, hogy Fitzgerald szívrohamban meghalt, azt írta: "Sajnálom, hogy csak egy üres burok fogad... Én akkor is szeretlek ... még akkor is, ha nincs sem én, sem szerelem, sem élet ... Szeretlek." A tervezett találkozóra nem került sor, mivel Scott 1940 decemberében, 44 évesen, elzáródó koszorúér-elmeszesedés következtében meghalt. Törékeny mentális egészsége miatt Zelda nem tudott részt venni a temetésén a marylandi Rockville-ben.
Scott halála után Zelda elolvasta a The Love of the Last Tycoon (Az utolsó cézár szerelme) című, befejezetlen kéziratát. Írt barátjának, Edmund Wilsonnak, aki beleegyezett, hogy megszerkeszti a könyvet, és méltatja a hagyatékát. Zelda úgy vélte, hogy Scott munkája „az önmagába vetett hiten és a "túlélni akaráson" alapuló amerikai temperamentumot tartalmazta, amelyről Scott kortársai lemondtak. Scott, ragaszkodott hozzá, nem tette. Művei azért rendelkeztek életerővel és kitartással, mert fáradhatatlanul hitt önmagában.” A The Last Tycoon elolvasása után Zelda új regényen, a Caesar's Things-en kezdett dolgozni. Mivel mentális állapota miatt lemaradt Scott temetéséről, ugyanígy lemaradt Scottie esküvőjéről is. 1943 augusztusára visszatért a Highland Hospitalba. A regényén dolgozott, miközben be- és kijelentkezett a kórházból. Nem lett jobban, és a regényt sem fejezte be.

## Kórházi tűz és halál

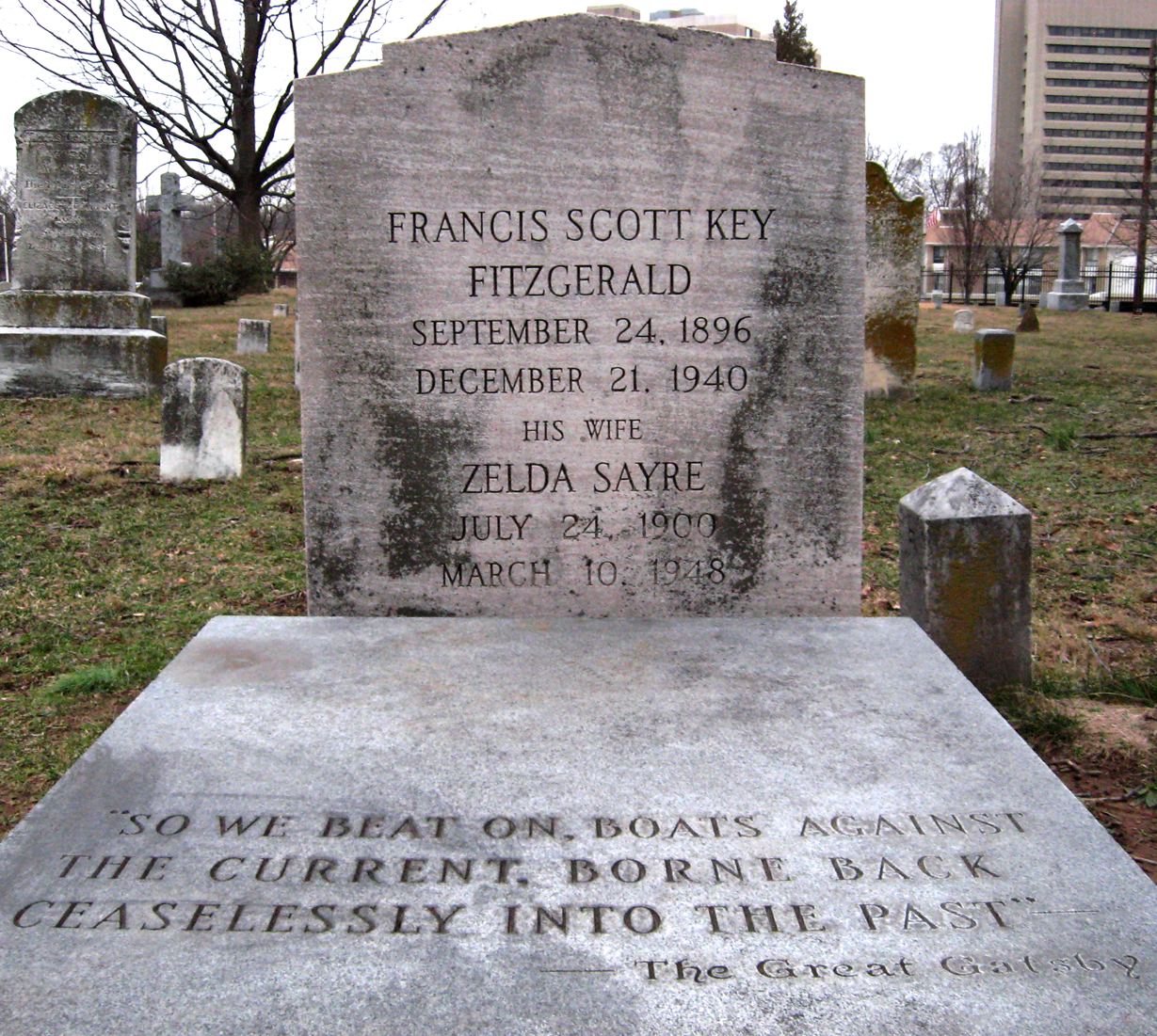
Zelda és Scott jelenlegi sírhelye Rockville-ben

Élete vége felé Zelda hol szanatóriumokban, hol szanatóriumon kívül tartózkodott. 1946 szeptemberében jelentkezett újra kórházba, majd visszatért édesanyjához, Minnie-hez alabamai otthonukba. Életének ezen a pontján több mint tíz éven keresztül esett át elektrosokk terápián és inzulinsokk kezeléseken, ennek következtében mostanra "súlyos emlékezetkiesésben és apatikus személyiségzavarban szenvedett az állandó sokkterápiák miatt".
Valószínűleg ezeknek a kezeléseknek vagy leromlott mentális egészségének köszönhetően a fasizmus, mint politikai ideológia mellett állt ki. Nancy Milford életrajzíró szerint Zeldát "megragadta a fasizmus gondolata, mint a mindent egyben tartó, a tömegeket rendező eszköz." Amikor ismerőse, Henry Dan Piper 1947 márciusában meglátogatta Zeldát, Zelda kijelentette, hogy a fasizmus arra szolgál, hogy "a dolgok ne essenek szét, és hogy a finomabb dolgok ne vesszenek el vagy pusztuljanak ki".
1947 novemberében Zelda utoljára tért vissza az észak-karolinai Asheville-ben lévő Highland Hospitalba. Az inzulinkezelések miatt súlya 130 fontra nőtt. Edna Garlington Spratt ismerőse így emlékezett Zelda zord megjelenésére a halála előtti utolsó hónapokban: "Minden volt, csak nem csinos, amikor megláttam. Normálisan viselkedett, de olyan rettenetesen nézett ki. A haja szálkás volt, és minden büszkeségét elvesztette" és minden büszkeségét elvesztette." 1948 márciusának elején az orvosai közölték vele, hogy jobban van, és elmehet, de ő állítólag maradt a további kezelésre.
1948. március 10-én éjjel tűz ütött ki a kórház konyhájában. Zeldát leszedálták és bezárták egy ötödik emeleti szobába, valószínűleg sokkterápiára várt. A tűz az ételliftaknán keresztül vonult át, és minden emeletre átterjedt. A tűzlépcsők fából készültek, és azok is lángra kaptak. Kilenc nő, köztük Zelda meghalt. A fogászati feljegyzései és más jelentések szerint az egyik papucsa alapján azonosították. Az utólagos vizsgálat felvetette annak a meg nem erősített lehetőségét, hogy a tüzet Willie Mae, egy elégedetlen vagy mentálisan zavart kórházi alkalmazott gyújtogatott, a konyhában tüzet okozva.
Zeldát és Scottot a marylandi Rockville-ben temették el, eredetileg a Rockville Cemeteryben, távol a családi sírhelytől. Az eredeti sírhelyről csak egy fotó ismert, amelyet 1970-ben készített Richard Anderson Fitzgerald-kutató, és 2016-ban publikált. Lánya, Scottie kérésére Zeldát és Scottot a többi Fitzgeralddal együtt a Saint Mary's katolikus temetőben temették el. Sírkövükre a Nagy Gatsby utolsó mondata van vésve: „Így haladunk tovább, csónakunkkal az árral szemben, szüntelenül visszatérve a múltba.”

## Kritikus újraértékelés
Férje, Scott Fitzgerald 1940 decemberében, a harmadik, végzetes szívroham során meghalt, mert úgy gondolta, hogy íróként kudarcot vallott. Két évvel később, az Egyesült Államok második világháborúba való belépése után a kiadói vezetők egyik egyesülete létrehozta a Council on Books in Wartime (Könyvek háborúban) nevű szervezetet, amely 155 000 példányban terjesztette a The Great Gatsby-t az amerikai katonáknak a tengerentúlon, és a könyv népszerűnek bizonyult az ostromlott csapatok körében. 1944-re teljes körű Fitzgerald újjászületése következett be. A Scott életműve iránti újbóli érdeklődés ellenére Zelda 1948 márciusában bekövetkezett haláláról a sajtóban kevés szó esett.
1950-ben az ismerős és forgatókönyvíró Budd Schulberg megírta a The Disenchanted című film forgatókönyvét, amelynek szereplői felismerhetően Fitzgeraldékon alapulnak, akik elfeledett egykori hírességként végzik, a férfi az alkoholtól elborulva, a nő pedig az elmebetegségtől megzavarodva. Ezt követte 1951-ben Arthur Mizener, a Cornell Egyetem professzorának The Far Side of Paradise című F. Scott Fitzgerald életrajza, amely újra felkeltette a tudósok érdeklődését a házaspár iránt. Mizener életrajzát a The Atlantic Monthly folytatásokban közölte, a könyvről szóló cikk pedig a Life magazinban jelent meg. Scottot lenyűgöző kudarcként ábrázolták; Zelda elvesztett lehetőségeiért nagyrészt mentális egészségét okolták.
1970-ben azonban Zelda és Scott házasságának története a Columbia Egyetem végzős hallgatójának, Nancy Milfordnak a könyvében látta meg a legmélyebb revízióját. A Zelda: A Biography, Zelda életének első könyvhosszúságú feldolgozása a National Book Award döntőjébe került, és hetekig szerepelt a The New York Times bestsellerlistáján. A könyv Zeldát saját jogú művészként jelenítette meg, akinek tehetségét az őt irányító férj lekicsinyelte. Zelda posztumusz az 1970-es években a feminista mozgalom ikonjává vált - egy olyan nőé, akinek a patriarchális társadalom elnyomta a fel nem becsült lehetőségeit.
Milford 1970-es életrajzának sikere után a tudósok új megvilágításba helyezték Zelda munkásságát. Milford életrajza előtt Matthew J. Bruccoli tudós 1968-ban azt írta, hogy Save Me the Waltz című regényét „részben azért érdemes elolvasni, mert bármit, ami F. Scott Fitzgerald pályafutását megvilágítja, érdemes elolvasni – és mert ez az egyetlen megjelent regénye egy bátor és tehetséges nőnek, akire a vereségei miatt emlékeznek." Milford életrajza nyomán azonban új perspektíva jelent meg, és Jacqueline Tavernier-Courbin tudós 1979-ben ezt írta: "A Save Me the Waltz egy megindító és lenyűgöző regény, amelyet a maga nemében éppúgy olvasni kell, mint a Tender Is the Nightot. Nincs szüksége más indoklásra, mint összehasonlító kiválóságára." Milford 1970-es életrajza után a Save Me the Waltz számos irodalmi tanulmány középpontjába került, amelyek a mű különböző aspektusait vizsgálták: hogyan áll szemben a regény Scott házasságuk ábrázolásával a Tender Is the Nightban, és miként helyezte a hangsúlyt a modern nőkre az 1920-as években kialakuló fogyasztói kultúra.

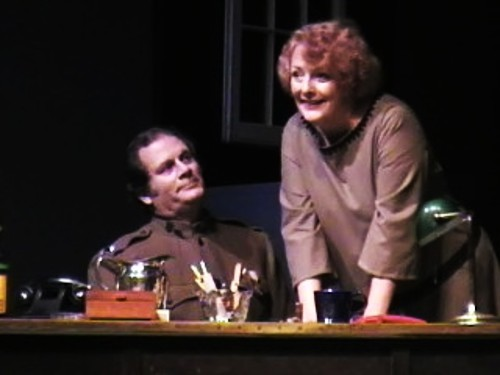
Lauren Bloom mint Zelda Fitzgerald és Lance Adell mint F. Scott Fitzgerald a The Last Flapper című, 2006-ban készült drámában.

1991-ben Matthew J. Bruccoli szerkesztette és adta ki Zelda összegyűjtött írásait, köztük a Save Me the Waltz-t. A The New York Times irodalomkritikusa, Michiko Kakutani a gyűjteményről így írt: „Elképesztő, hogy a regényt két hónap alatt írták. Hogy minden hibája ellenére mégis képes elbűvölni, szórakoztatni és meghatni az olvasót, az még figyelemre méltóbb. Zelda Fitzgeraldnak ebben a regényben sikerült átadnia saját hősies kétségbeesését, hogy sikerüljön neki valami sajátos dolog, és sikerült megkülönböztetnie magát olyan íróként is, akinek – ahogy Edmund Wilson mondta egyszer a férjéről – "tehetsége van ahhoz, hogy a nyelvet valami irizálóvá és meglepővé tegye".”
Regényének kritikai újraértékelése mellett Zelda alkotásait is újraértékelték, mivel azok önmagukban is érdekesek. Miután az 1950-es és 1960-as évek nagy részét a családi padlásokon töltötte – Zelda édesanyja még a művek nagy részét is elégette, mert nem tetszett neki –, munkái felkeltették a tudósok újbóli érdeklődését. Akvarelljeinek posztumusz kiállításai bejárták az Egyesült Államokat és Európát. A kiállításról Everl Adair kurátor által készített kritika megjegyezte Vincent van Gogh és Georgia O'Keeffe hatását a festményeire, és arra a következtetésre jutott, hogy a fennmaradt művészeti korpusz „egy tehetséges, látnoki nő munkáját képviseli, aki hatalmas esélyeken felülemelkedve lenyűgöző műveket alkotott – olyat, amely arra ösztönöz bennünket, hogy megünnepeljük azt az életet, ami lehetett volna.”
A tudósok továbbra is vitáznak arról, hogy Zelda és Scott milyen szerepet játszhatott egymás kreativitásának inspirálásában és elfojtásában. Sally Cline életrajzíró azt írta, hogy a két tábor „olyan szöges ellentétben állhat, mint a Plath és Hughes irodalmi tábora” – utalva ezzel a férj-feleség költők, Ted Hughes és Sylvia Plath kapcsolatáról folyó heves vitára. Különösen a Zelda pártos kutatói gyakran ábrázolják Scott Fitzgeraldot uralkodó férjnek, aki az őrületbe kergette feleségét.
Erre a narratívára válaszul Zelda lánya, Scottie Fitzgerald írt egy esszét, amelyben eloszlatta az ilyen „pontatlan” értelmezéseket. Különösen kifogásolta a revizionista ábrázolásokat anyjáról, mint „a klasszikus "elnyomott" feleségről, akinek művészi természetének kifejezésére tett erőfeszítéseit egy tipikusan hímsoviniszta férj meghiúsította.” Ezzel szemben Scottie ragaszkodott ahhoz, hogy „apám nagyra értékelte és bátorította felesége szokatlan tehetségét és élénk fantáziáját. Nemcsak hogy megszervezte festményeinek első bemutatóját New Yorkban 1934-ben, hanem hosszú órákon át ült egyetlen színdarabjának, a Scandalabra-nak a próbáin, amelyet egy baltimore-i Little Theater csoport állított színpadra; sok órát töltött a College Humornak és a Scribner's Magazine-nak elmesélt novelláinak szerkesztésével.” Élete vége felé Scottie egy életrajzírónak írt egy utolsó szózatot a szüleiről: „Soha nem tudtam elhinni, hogy apám ivása miatt került a szanatóriumba. És azt sem hiszem, hogy ő vezette apámat az iváshoz.”

## Öröksége és hatása
Zelda volt az ihletője a "Witchy Woman"-nek, a csábító boszorkányokról szóló dalnak, amelyet Don Henley és Bernie Leadon írt az Eagles számára, miután Henley elolvasta Zelda életrajzát; a múzsáról, a férje, F. Scott Fitzgerald mögött álló részleges zseniről, a vad, megbabonázó, igéző, a jazzkorszak kvintesszenciális "flapper"-éről.
Zelda neve szolgált inspirációul Zelda hercegnőhöz, a The Legend of Zelda videojáték-sorozat névadó karakteréhez. 2003-ban egy New York-i Battery Parkban kószáló vadpulykát neveztek el Zeldának egy híres epizód miatt, amikor egyik idegösszeomlása során eltűnt, és a Battery Parkban találták meg, miután nyilvánvalóan több mérföldet sétált a belvárosban. 1989-ben az alabamai Montgomeryben megnyílt az F. Scott és Zelda Fitzgerald múzeum. Az alabamai Montgomeryben megnyílt az F. Scott és Zelda Fitzgerald múzeum. A múzeum egy házban található, amelyet 1931-ben és 1932-ben rövid időre kibéreltek. Ez egyike azon kevés helyeknek, ahol Zelda néhány festményét kiállítva őrzik.
1992-ben Zelda és lánya, Scottie posztumusz bekerült az alabamai Női Hírességek Csarnokába.
A Hatteras Sky és a Lark Hotels 2023-ban három butikhotelt tervezett az észak-karolinai Asheville-ben, amelyek közül kettő Zelda Fitzgerald-témájú lesz. A 20 szobás Zelda Dearest Zelda korai életének "szépségét és optimizmusát" idézi majd. A Zelda Salon, amely Gertrude Stein franciaországi otthonáról kapta a nevét, 35 szobával fog rendelkezni, és a kialakítás alapja az lesz, ahol Fitzgeraldék az 1920-as években megszálltak.

#### Elsődlege források
- Fitzgerald, F. Scott (2004), Bruccoli, Matthew J. & Baughman, Judith, eds., Conversations with F. Scott Fitzgerald, Jackson, Mississippi: University of Mississippi Press, ISBN 1-57806-604-2, <https://books.google.com/books?id=M_BObJAl0lIC>
- Fitzgerald, F. Scott & Perkins, Maxwell (1971), Kuehl, John & Bryer, Jackson R., eds., Dear Scott/Dear Max: The Fitzgerald–Perkins Correspondence, New York: Charles Scribner's Sons, ISBN 978-0-684-12373-8, <https://archive.org/details/dearscottdearmax00fsco>
- Fitzgerald, F. Scott & Fitzgerald, Zelda (2002), Bryer, Jackson R., ed., Dear Scott, Dearest Zelda: The Love Letters of F. Scott and Zelda Fitzgerald, New York: St. Martin's Press, ISBN 978-1-9821-1713-9, <https://archive.org/details/dearscottdearest00fitz>
- Fitzgerald, F. Scott (1945), Wilson, Edmund, ed., The Crack-Up, New York: New Directions, ISBN 0-8112-0051-5, <https://archive.org/details/cerackup0000fsco/>
- Fitzgerald, F. Scott (July 1966), Turnbull, Andrew, ed., The Letters of F. Scott Fitzgerald, New York: Charles Scribner's Sons, <https://archive.org/details/lettersoffscottf00fitz>
- Fitzgerald, F. Scott (April 1920), This Side of Paradise, New York: Charles Scribner's Sons, <https://archive.org/details/thissideparadis01fitzgoog>
- Fitzgerald, Zelda (1991), Bruccoli, Matthew J., ed., The Collected Writings of Zelda Fitzgerald, New York: Charles Scribner's Sons, ISBN 0-684-19297-7, <https://archive.org/details/collectedwriting00fitz_0>
- Graham, Sheilah & Frank, Gerold (1958), Beloved Infidel: The Education of a Woman, New York: Henry Holt and Company, <https://archive.org/details/belovedinfideled0000grah_i9j2/page/n7/mode/2up>
- Hemingway, Ernest (1964), A Moveable Feast, New York: Charles Scribner's Sons, ISBN 978-0-7432-3729-1, <https://archive.org/details/moveablefeast00hemi_mxe>
- Lanahan, Eleanor (1996), Scottie the Daughter of: The Life of Frances Scott Fitzgerald Lanahan Smith, New York: HarperCollins, <https://archive.org/details/scottiedaughtero0000lana>
- MacKie, Elizabeth Beckwith (1970), Bruccoli, Matthew J., ed., "My Friend Scott Fitzgerald", Fitzgerald/Hemingway Annual (Columbia, South Carolina: University of South Carolina Press):  16–27, <https://archive.org/details/fitzgeraldheming0000unse_d7l5>
- Mencken, H. L. (1989), Fecher, Charles A., ed., The Diary of H. L. Mencken, New York: Alfred A. Knopf, ISBN 0-394-56877-X, <https://archive.org/details/diaryofhlmencken00hlme_0>
- Usher, Shaun (2014), Letters of Note: An Eclectic Collection of Correspondence Deserving of a Wider Audience, San Francisco, California: Chronicle Books, ISBN 978-1-4521-3425-3, <https://archive.org/details/lettersofnoteecl0000unse>
- Wilson, Edmund (2007), Dabney, Lewis M., ed., Literary Essays and Reviews of the 1920s & 30s: The Shores of Light / Axel's Castle / Uncollected Reviews, New York: Library of America, ISBN 978-1-59853-013-1, <https://books.google.com/books?id=Q85lAAAAMAAJ>
- Wittels, David G. (June 23, 1945), "What the G.I. Reads", The Saturday Evening Post (Indianapolis, Indiana: Curtis Publishing) 217 (52):  11, 91–92, OCLC 26501505, <https://www.saturdayeveningpost.com/flipbooks/issues/19450623/>

#### Nyomtatott források
- Adair, Everl (Spring 2005), "The Art of Zelda Fitzgerald", Alabama Heritage (Tuscaloosa, Alabama: University of Alabama) (no. 76), <https://www.alabamaheritage.com/issue-76-spring-2005.html>. Hozzáférés ideje: January 14, 2023
- Upchurch, Thomas Adams (April 2004), "Senator John Tyler Morgan and the Genesis of Jim Crow Ideology, 1889-1891", Alabama Review (Montgomery, Alabama: Alabama Historical Association) 57 (2):  110–131, <http://www.findarticles.com/p/articles/mi_qa3880/is_200404/ai_n9363921>. Hozzáférés ideje: January 14, 2023 Archiválva 2006. július 15-i dátummal a Wayback Machine-ben
- Bate, Jonathan (September 2021), Bright Star, Green Light: The Beautiful Works and Damned Lives of John Keats and F. Scott Fitzgerald, New Haven, Connecticut: Yale University Press, ISBN 978-0-300-25657-4, <https://books.google.com/books?id=kiQ7EAAAQBAJ>
- Berg, A. Scott (1978), Max Perkins: Editor of Genius, New York: Simon & Schuster, ISBN 0-671-82719-7, <https://archive.org/details/maxperkinsedito000berg>
- Bowers, Claude G. (1929), The Tragic Era: The Revolution After Lincoln, Cambridge, Massachusetts: Riverside Press, <https://archive.org/details/tragiceratherevo012517mbp>
- Bruccoli, Matthew J. (2002), Some Sort of Epic Grandeur: The Life of F. Scott Fitzgerald (2nd rev. ed.), Columbia, South Carolina: University of South Carolina Press, ISBN 1-57003-455-9, <https://archive.org/details/somesortofepicgr0000bruc_p7y5>
- Bruccoli, Matthew J.; Smith, Scottie Fitzgerald & Kerr, Joan P., eds. (2003), The Romantic Egoists: A Pictorial Autobiography from the Scrapbooks and Albums of F. Scott and Zelda Fitzgerald, Columbia, South Carolina: University of South Carolina Press, ISBN 9781570035296, <https://books.google.com/books?id=Rky7iXbK4yMC>
- Buller, Richard (2005), "F. Scott Fitzgerald, Lois Moran, and the Mystery of Mariposa Street", The F. Scott Fitzgerald Review (University Park, Pennsylvania: Penn State University Press) 4:  3–19, doi:10.1111/j.1755-6333.2005.tb00013.x, <https://www.jstor.org/stable/41583088>. Hozzáférés ideje: December 18, 2022
- Bush, Wanda (March 28, 1965), "Zelda and Scott", The Montgomery Advertiser (Montgomery, Alabama):  66–67, <https://www.newspapers.com/image/262586169/?terms=Anthony%20D.%20Sayre>. Hozzáférés ideje: August 22, 2023
- Cline, Sally (2002), Zelda Fitzgerald: Her Voice in Paradise, New York: Arcade Publishing, ISBN 1-55970-688-0, <https://archive.org/details/zeldafitzgeraldh00clin>
- Cole, John Y., ed. (1984), Books in Action: The Armed Services Editions, Washington, D.C.: Library of Congress, ISBN 978-0-8444-0466-0, <https://archive.org/details/booksinactionarm0000unse/page/26>
- Curnutt, Kirk, ed. (2004), A Historical Guide to F. Scott Fitzgerald, Oxford, England: Oxford University Press, ISBN 0-19-515302-2, <https://books.google.com/books?id=K-PSLZSHsgkC>
- Conor, Liz (June 22, 2004), The Spectacular Modern Woman: Feminine Visibility in the 1920s, Bloomington, Indiana: Indiana University Press, ISBN 978-0-253-21670-0, <https://books.google.com/books?id=jWG2_Pt2Dw8C>
- Corrigan, Maureen (September 9, 2014), So We Read On: How The Great Gatsby Came to Be and Why It Endures, New York City: Little, Brown and Company, ISBN 978-0-316-23008-7, <https://archive.org/details/sowereadonhowgre0000corr>
- Daniel, Anne Margaret (August 25, 2021), "The Odd Couple: John Keats and F. Scott Fitzgerald", The Spectator (London, United Kingdom), <https://spectatorworld.com/book-and-art/odd-couple-john-keats-f-scott-fitzgerald/>. Hozzáférés ideje: December 27, 2021
- Davis, Simone Weil (1995), "'The Burden of Reflecting': Effort and Desire in Zelda Fitzgerald's Save Me the Waltz", Modern Language Quarterly (Durham, North Carolina: Duke University Press) 56 (3):  327–362, doi:10.1215/00267929-56-3-327, <https://read.dukeupress.edu/modern-language-quarterly/article-abstract/56/3/327/18956/The-Burden-of-Reflecting-Effort-and-Desire-in>. Hozzáférés ideje: January 14, 2023
- Davis, Susan Lawrence (1924), Authentic History Ku Klux Klan, 1865–1877, New York, pp. 45, 56, 59, <https://archive.org/details/authentichistor00davi>
- Fessenden, Tracy (2005), "F. Scott Fitzgerald's Catholic Closet", U.S. Catholic Historian (Washington, D.C.: The Catholic University of America Press) 23 (3):  19–40, <https://www.jstor.org/stable/25154963>. Hozzáférés ideje: December 12, 2021
- Hauser, Christine (February 8, 2022), "An Alabama Building Honors a Klan Leader. Officials Are Adding a Black Student's Name", The New York Times (New York City), <https://www.nytimes.com/2022/02/08/us/alabama-kkk-autherine-lucy-foster.html>. Hozzáférés ideje: December 17, 2022
- Kakutani, Michiko (August 20, 1991), "Books of The Times; That Other Fitzgerald Could Turn a Word, Too", The New York Times (New York City), <https://www.nytimes.com/1991/08/20/books/books-of-the-times-that-other-fitzgerald-could-turn-a-word-too.html>. Hozzáférés ideje: January 7, 2023
- Kerr, Frances (1996), "Feeling 'Half Feminine': Modernism and the Politics of Emotion in The Great Gatsby", American Literature (Durham, North Carolina: Duke University Press) 68 (2):  405–31, doi:10.2307/2928304, <https://www.jstor.org/stable/2928304>. Hozzáférés ideje: January 15, 2022
- Kousser, J. Morgan (1974), The Shaping of Southern Politics: Suffrage Restriction and the Establishment of the One-Party South, 1880-1910, New Haven, Connecticut: Yale University, ISBN 0-300-01696-4, <https://archive.org/details/shapingofsouther0000kous>
- Kramer, Peter D. (December 1, 1996), "How Crazy Was Zelda?", The New York Times (New York City), <https://www.nytimes.com/1996/12/01/magazine/how-crazy-was-zelda.html>. Hozzáférés ideje: October 1, 2021
- Levitsky, Steven & Ziblatt, Daniel (2018), How Democracies Die, New York: Broadway Books, p. 111, ISBN 978-1-5247-6294-0, <https://books.google.com/books?id=VZKADwAAQBAJ>
- Ludwig, Arnold M. (1995), The Price of Greatness: Resolving the Creativity and Madness Controversy, New York: Guilford Press, ISBN 978-0-89862-839-5, <https://books.google.com/books?id=6coe7r9iwosC>
- Milford, Nancy (1970), Zelda: A Biography, New York: Harper & Row, <https://archive.org/details/zeldabiography00milfrich>
- Mizener, Arthur (April 24, 1960), Gatsby, 35 Years Later, New York, <https://www.nytimes.com/books/00/12/24/specials/fitzgerald-gatsby60.html>. Hozzáférés ideje: January 15, 2023
- Mizener, Arthur (1972), Scott Fitzgerald and His World, New York: G.P. Putnam's Sons, ISBN 978-0-500-13040-7, <https://archive.org/details/scottfitzgeraldh00mize>
- Mizener, Arthur (1951), The Far Side of Paradise: A Biography of F. Scott Fitzgerald, Boston, Massachusetts: Houghton Mifflin, <https://archive.org/details/thefarsideofpara0000unse>
- Prigozy, Ruth, ed. (2002), The Cambridge Companion to F. Scott Fitzgerald, Cambridge, England: Cambridge University Press, ISBN 0-521-62447-9, <https://books.google.com/books?id=S8ge74PaZdwC>
- Noden, Merrell (November 5, 2003), "Fitzgerald's First Love", Princeton Alumni Weekly (Princeton, New Jersey), <http://www.princeton.edu/~paw/archive_new/PAW03-04/04-1105/feature1.html>. Hozzáférés ideje: December 18, 2022
- Pollak, Michael (August 7, 2015), "The Bobbed-Hair Bandit of Brooklyn", The New York Times (New York City):  MB2, ISSN 0362-4331, <https://www.nytimes.com/2015/08/09/nyregion/the-bobbed-hair-bandit-of-brooklyn.html>. Hozzáférés ideje: January 7, 2023
- "Rogers' Voice and Thad Stevens", The Montgomery Advertiser (Montgomery, Alabama):  4, February 4, 1960, <https://www.newspapers.com/image/256602562/>. Hozzáférés ideje: December 17, 2022
- Ryan, Patrick (January 26, 2017), "What's behind our fascination with Zelda Fitzgerald?", USA Today (McLean, Virginia), <https://www.usatoday.com/story/life/tv/2017/01/26/z-the-beginning-of-everything-amazon-zelda-fitzgerald/97043064/>. Hozzáférés ideje: December 18, 2022
- Sandomir, Richard (March 31, 2022), "Nancy Milford, Biographer of Zelda Fitzgerald, Dies at 84", The New York Times (New York City), <https://www.nytimes.com/2022/03/31/books/nancy-milford-dead.html>. Hozzáférés ideje: December 18, 2022
- Smith, Anne Chesky (December 5, 2022), "Inside the 1948 fire that killed Zelda Fitzgerald", Asheville Citizen-Times (Asheville, North Carolina), <https://www.citizen-times.com/story/news/local/2022/12/04/wnc-history-1948-highland-hospital-fire-killed-zelda-fitzgerald/69680159007/>. Hozzáférés ideje: December 17, 2022
- Smith, Dinitia (September 8, 2003), "Love Notes Drenched In Moonlight: Hints of Future Novels In Letters to Fitzgerald", The New York Times (New York City), <https://www.nytimes.com/2003/09/08/books/love-notes-drenched-in-moonlight-hints-of-future-novels-in-letters-to-fitzgerald.html>. Hozzáférés ideje: December 18, 2022
- Stevens, Ruth (September 7, 2003), "Before Zelda, There Was Ginevra", Princeton Alumni Weekly (Princeton, New Jersey), <https://pr.princeton.edu/pwb/03/0907/1c.shtml>. Hozzáférés ideje: August 22, 2023
- Svrluga, Susan (February 22, 2016), "Calls to change U. of Alabama building name to honor Harper Lee instead of KKK leader", The Washington Post (Washington, D.C.), <https://www.washingtonpost.com/news/grade-point/wp/2016/02/22/petition-calls-for-changing-u-of-alabama-building-name-to-honor-harper-lee-instead-of-a-kkk-leader/>. Hozzáférés ideje: December 18, 2022
- Tate, Mary Jo (2007), Critical Companion to F. Scott Fitzgerald: A Literary Reference to His Life and Work, Infobase Publishing, ISBN 978-1-4381-0845-2, <https://books.google.com/books?id=C90C_Du_lKIC>
- Tate, Mary Jo (1998), F. Scott Fitzgerald A to Z: The Essential Reference to His Life and Work, New York: Facts On File, ISBN 0-8160-3150-9, <https://archive.org/details/fscottfitzgerald0000tate>
- Tavernier-Courbin, Jacqueline (1979), "Art as Woman's Response and Search: Zelda Fitzgerald's Save Me the Waltz", Southern Literary Journal (Chapel Hill, North Carolina: University of North Carolina Press) 11 (2):  22–42, <https://www.jstor.org/stable/20077612>
- Turnbull, Andrew (1962), Scott Fitzgerald, New York: Charles Scribner's Sons, <https://archive.org/details/scottfitzgeralda0000turn>
- Wagner-Martin, Linda (Summer 2004), "Zelda Sayre, Belle", Southern Cultures (Chapel Hill, North Carolina: University of North Carolina Press) 10 (2):  19–49, doi:10.1353/scu.2004.0029, <https://www.jstor.org/stable/26390953>. Hozzáférés ideje: June 6, 2022
- Warren, Sarah A. (March 8, 2011), Alabama Constitution of 1901, <https://encyclopediaofalabama.org/article/alabama-constitution-of-1901/>. Hozzáférés ideje: August 22, 2023
- West, James L. W. (2005), The Perfect Hour: The Romance of F. Scott Fitzgerald and Ginevra King, His First Love, New York: Random House, ISBN 978-1-4000-6308-6, <https://archive.org/details/perfecthourroman00west>
- Young, Perry Deane (January 14, 1979), "This Side of Rockville", The Washington Post (Washington, D.C.), <https://www.washingtonpost.com/archive/lifestyle/magazine/1979/01/14/this-side-of-rockville/ac80d942-37df-4cc4-a9e8-b5cb5c5d47fe/>. Hozzáférés ideje: December 18, 2022

#### Online források
- Alabama Women's Hall of Fame Inductees, Montgomery, Alabama: State of Alabama, 2005, <http://www.awhf.org/inductee.html>. Hozzáférés ideje: January 14, 2023
- American Slavery, Civil Records, Washington, D.C., August 15, 2016, <https://www.archives.gov/research/african-americans/slavery-records-civil.html>. Hozzáférés ideje: January 14, 2023
- Carlson, Jen (October 9, 2014), RIP Zelda, The Turkey Of Battery Park, New York City, <http://gothamist.com/2014/10/08/rip_zelda_fitzgerald_the_turkey.php>. Hozzáférés ideje: June 5, 2013
- Carlson, Jen (October 30, 2012), Zelda, The Wild Turkey Of Battery Park, Survived The Storm, New York City, <http://gothamist.com/2012/10/30/zelda_the_wild_turkey_in_battery_pa.php>. Hozzáférés ideje: June 5, 2013
- Holthouse, David (November 30, 2008), "Activists Confront Hate in Selma, Ala.", Intelligence Report (Montgomery, Alabama: Southern Poverty Law Center), <https://www.splcenter.org/fighting-hate/intelligence-report/2008/activists-confront-hate-selma-ala>. Hozzáférés ideje: January 14, 2023
- Mangum, Bryant (2016), "An Affair of Youth: In Search of Flappers, Belles, and the First Grave of the Fitzgeralds", Broad Street Magazine (Richmond, Virginia):  27–39, <http://broadstreetonline.org/2018/06/from-our-pages-an-affair-of-youth-in-search-of-flappers-belles-and-the-legendary-fitzgeralds-by-bryant-mangum/>. Hozzáférés ideje: January 14, 2023. Republished online summer 2017.
- Newton, Wesley Phillips (Spring 2005), "F. Scott and Zelda Fitzgerald Museum", Alabama Heritage (Tuscaloosa, Alabama: University of Alabama) (no. 76), <https://www.alabamaheritage.com/issue-76-spring-2005.html>. Hozzáférés ideje: January 14, 2023
- Stamberg, Susan (September 3, 2013), For F. Scott And Zelda Fitzgerald, A Dark Chapter In Asheville, N.C., Washington, D.C., <https://www.npr.org/2013/09/03/216164420/for-f-scott-and-zelda-fitzgerald-a-dark-chapter-in-asheville-n-c?t=1658772032871>. Hozzáférés ideje: January 14, 2023
- Zelda Sayre Fitzgerald (1900–1948), Montgomery, Alabama: State of Alabama, 1992, <http://www.awhf.org/fitzgerald.html>. Hozzáférés ideje: January 14, 2023

## Fordítás
- Ez a szócikk részben vagy egészben  a   Zelda Fitzgerald című angol Wikipédia-szócikk fordításán alapul.  Az eredeti cikk szerkesztőit annak laptörténete sorolja fel. Ez a jelzés csupán a megfogalmazás eredetét és a szerzői jogokat jelzi, nem szolgál a cikkben szereplő információk forrásmegjelöléseként.